# Invasão da Polônia
A Invasão da Polônia (Campanha de Setembro, em polonês/polaco:  Kampania wrześniowa; Guerra Defensiva de 1939, em polonês/polaco:  Wojna obronna 1939 roku; Campanha da Polônia, em alemão:  Überfall auf Polen) marcou o início da Segunda Guerra Mundial. A invasão alemã começou em 1 de setembro de 1939, sem declaração formal de guerra, uma semana após a assinatura do Pacto Molotov-Ribbentrop entre a Alemanha Nazista e a União Soviética, e um dia após o Soviete Supremo da União Soviética ter aprovado o pacto. Os soviéticos invadiram a Polônia em 17 de setembro. A campanha terminou em 6 de outubro com a Alemanha e a União Soviética dividindo e anexando toda a Polônia sob os termos do Tratado Fronteiriço Alemão-Soviético.
As forças alemãs invadiram a Polônia pelo norte, sul e oeste na manhã após a operação de "bandeira falsa" de Gleiwitz. As forças militares eslovacas avançaram ao lado dos alemães no norte da Eslováquia. À medida que a Wehrmacht avançava, as forças polonesas se retiravam de suas bases avançadas de operação perto da fronteira Alemanha-Polônia para linhas de defesa mais estabelecidas a leste. Após a derrota polonesa em meados de setembro na Batalha de Bzura, os alemães ganharam uma vantagem indiscutível. As forças polonesas então se retiraram para o sudeste, onde se prepararam para uma longa defesa da cabeça de ponte romena e aguardaram o apoio e alívio esperados da França e do Reino Unido. Esses dois países tinham pactos com a Polônia e declararam guerra à Alemanha em 3 de setembro; no final, sua ajuda à Polônia foi muito limitada, porém a França invadiu uma pequena parte da Alemanha na Ofensiva do Sarre.
Em 17 de setembro, o Exército Vermelho Soviético invadiu a Polônia Oriental, o território além da Linha Curzon que caiu na "esfera de influência" soviética de acordo com o protocolo secreto do Pacto Molotov-Ribbentrop; isso tornou o plano de defesa polonês obsoleto. Enfrentando uma segunda frente, o governo polonês concluiu que a defesa da cabeça de ponte romena não era mais viável e ordenou uma evacuação de emergência de todas as tropas para a Romênia neutra. Em 6 de outubro, após a derrota polonesa na Batalha de Kock, as forças alemãs e soviéticas ganharam controle total sobre a Polônia. O sucesso da invasão marcou o fim da Segunda República Polonesa, embora a Polônia nunca tenha se rendido formalmente.
Um dos objetivos da invasão era repartir o território polaco no final da operação; a Polónia deveria deixar de existir como país e os polacos ("povo inferior") deveriam ser exterminados. O apoio de empresas dos Estados Unidos no fornecimento de produtos petroquímicos a IG Farben, a partir de portos hispânicos também foi importante, segundo Albert Speer, viabilizando a própria blitzkrieg durante a maior parte da guerra que foi declarada como "humanitária" por Hitler. Em 8 de outubro, após um período inicial de administração militar, a Alemanha anexou diretamente a Polônia Ocidental e a antiga Cidade Livre de Danzigue e colocou o bloco de território restante sob a administração do recém-estabelecido Governo Geral. A União Soviética incorporou suas áreas recém-adquiridas às repúblicas bielorussas e ucranianas constituintes e imediatamente iniciou uma campanha de sovietização. No rescaldo da invasão, um coletivo de organizações de resistência clandestina formou o Estado Secreto Polaco dentro do território do antigo Estado polonês. Muitos dos exilados militares que conseguiram escapar da Polônia posteriormente se juntaram às Forças Armadas polonesas no Ocidente, uma força armada leal ao Governo polonês no exílio.

## Antecedentes
Em 30 de janeiro de 1933, o Partido Nacional-Socialista dos Trabalhadores Alemães, sob seu líder Adolf Hitler, chegou ao poder na Alemanha Nazista. Embora a República de Weimar tenha procurado há muito tempo anexar territórios pertencentes à Polônia, foi ideia do próprio Hitler e não uma realização dos planos de Weimar para invadir e dividir a Polônia, anexar a Boêmia e a Áustria e criar estados-satélite ou fantoches economicamente subordinados à Alemanha. 

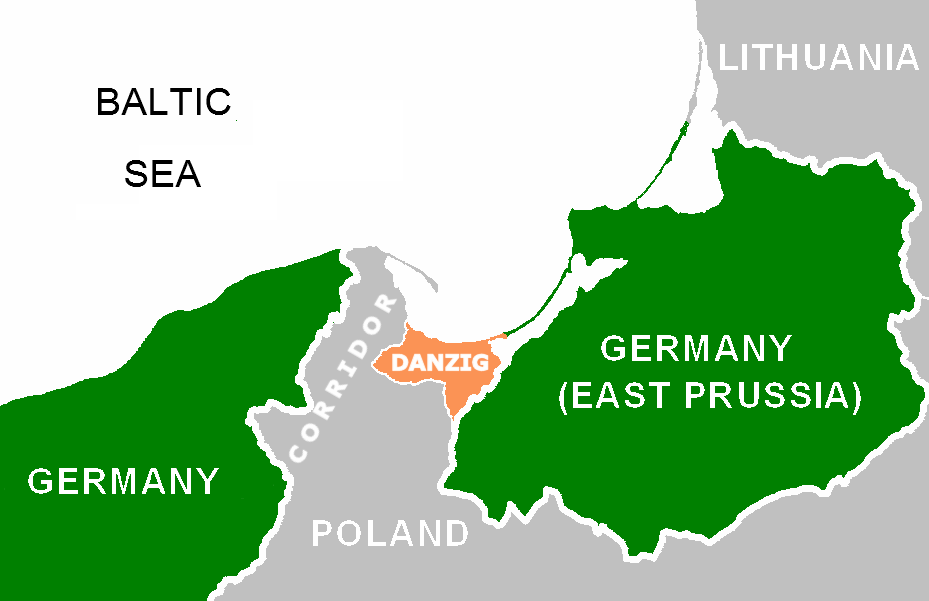
O Corredor Polonês, criado no acordo após a Primeira Guerra Mundial, para que a Polônia não ficasse sem acesso ao mar ou completamente dependente dos portos alemães.

 Como parte dessa política de longo prazo, Hitler a princípio perseguiu uma política de reaproximação com a Polônia, tentando melhorar a opinião na Alemanha, culminando no Pacto de Não-Agressão Alemão-Polonês de 1934. Anteriormente, a política externa de Hitler trabalhou para enfraquecer os laços entre a Polônia e a França, e tentou manobrar a Polônia no Pacto Anticomintern, formando uma frente cooperativa contra a União Soviética. A Polônia receberia território a seu nordeste na Ucrânia e Bielorrússia se concordasse em travar uma guerra contra a União Soviética, mas as concessões que os poloneses deveriam fazer significavam que sua pátria se tornaria amplamente dependente da Alemanha, funcionando como pouco mais que um Estado cliente. Os poloneses temiam que sua independência acabasse sendo totalmente ameaçada; historicamente, Hitler já havia denunciado o direito da Polônia à independência em 1930, escrevendo que poloneses e tchecos são uma "ralé que não vale um centavo a mais do que os habitantes do Sudão ou da Índia. Como eles podem exigir os direitos de estados independentes?".
A população da Cidade Livre de Danzigue era fortemente a favor da anexação pela Alemanha, assim como muitos dos habitantes de etnia alemã do território polonês que separava o enclave alemão da Prússia Oriental do resto do Reich. O Corredor Polonês constituía um terreno há muito disputado pela Polônia e Alemanha e era habitado por uma maioria polonesa. O corredor se tornou parte da Polônia após o Tratado de Versalhes. Muitos alemães também queriam que a cidade portuária urbana de Danzigue e seus arredores (incluindo a Cidade Livre de Danzigue) fossem reincorporados à Alemanha. A cidade de Danzigue tinha uma maioria alemã, e foi separada da Alemanha depois do Tratado de Versalhes e transformada na Cidade Livre nominalmente independente. Hitler procurou usar isso como casus belli, um motivo de guerra, reverter as perdas territoriais pós-1918, e em muitas ocasiões apelou ao nacionalismo alemão, prometendo "libertar" a minoria alemã ainda no Corredor, assim como Danzigue.
A invasão foi referida pela Alemanha como a Guerra Defensiva de 1939 (Verteidigungskrieg), uma vez que Hitler proclamou que a Polônia havia atacado a Alemanha e que "os alemães na Polônia são perseguidos com um terror sangrento e são expulsos de suas casas. A série de violações de fronteira, insuportáveis para uma grande potência, prova que os poloneses não estão mais dispostos a respeitar a fronteira alemã".
A Polônia participou com a Alemanha na partição da Checoslováquia que se seguiu ao Acordo de Munique, embora não fizesse parte do acordo. Coagiu a Checoslováquia a render a região de Český Těšín, emitindo um ultimato nesse sentido em 30 de setembro de 1938, que foi aceito pela Checoslováquia em 1 de outubro. Essa região tinha maioria polonesa e havia sido disputada entre a Checoslováquia e a Polônia após a Primeira Guerra Mundial. A anexação polonesa do território eslovaco (várias aldeias nas regiões de Čadca, Orava e Spiš) mais tarde serviu de justificativa para o estado eslovaco aderir à invasão alemã.
Em 1937, a Alemanha começou a aumentar suas demandas por Danzigue, enquanto propunha que uma estrada extraterritorial, parte do sistema Reichsautobahn, fosse construída a fim de conectar a Prússia Oriental com a Alemanha, passando pelo Corredor Polonês. A Polônia rejeitou essa proposta, temendo que, após aceitar essas demandas, ficaria cada vez mais sujeita à vontade da Alemanha e, eventualmente, perderia sua independência como os tchecos haviam feito. Os líderes poloneses também não confiavam em Hitler. Os britânicos também desconfiavam do aumento da força e da assertividade da Alemanha, que ameaçava sua estratégia de equilíbrio de poder. Em 31 de março de 1939, a Polônia formou uma aliança militar com o Reino Unido e com a França, acreditando que a independência polonesa e a integridade territorial seriam defendidas com seu apoio se fosse ameaçada pela Alemanha. Por outro lado, o primeiro-ministro britânico Neville Chamberlain e seu ministro das Relações Exteriores, Lord Halifax, ainda esperavam chegar a um acordo com Hitler sobre Danzigue (e possivelmente o Corredor Polonês). Chamberlain e seus apoiadores acreditavam que a guerra poderia ser evitada e esperavam que a Alemanha concordasse em deixar o resto da Polônia em paz. A hegemonia alemã sobre a Europa Central também estava em jogo. Em particular, Hitler disse em maio que Danzigue não era a questão importante para ele, mas a busca de Lebensraum para a Alemanha.

### Detalhamento das negociações
Com o aumento das tensões, a Alemanha Nazista se voltou para uma diplomacia agressiva. Em 28 de abril de 1939, Adolf Hitler se retirou unilateralmente do Pacto de Não-Agressão Alemão-Polonês de 1934 e do Acordo Naval Anglo-Germânico de 1935. As negociações sobre a Cidade Livre de Danzigue e o Corredor Polonês foram interrompidas e meses se passaram sem interação diplomática entre a Alemanha e a Polônia. Durante esse período intermediário, os alemães souberam que a França e o Reino Unido não conseguiram garantir uma aliança com a União Soviética contra a Alemanha e que a União Soviética estava interessada em uma aliança com a Alemanha contra a Polônia. Hitler já havia emitido ordens para se preparar para uma possível "solução do problema polonês por meios militares" por meio do cenário Fall Weiss.
Em maio, em um comunicado aos generais enquanto eles planejavam a invasão da Polônia, Hitler deixou claro que a invasão não viria sem resistência, como aconteceu na Checoslováquia:
Com pequenas exceções, a unificação nacional alemã foi alcançada. Mais sucessos não podem ser alcançados sem derramamento de sangue. A Polônia estará sempre ao lado dos nossos adversários... Danzigue não é o objetivo. É uma questão de expandir o nosso espaço vital no Leste, de tornar seguro o nosso abastecimento alimentar e de resolver o problema dos Países Bálticos. Para fornecer comida suficiente, você deve ter áreas pouco povoadas. Portanto, não há como poupar a Polônia, e a decisão continua a ser atacar a Polônia na primeira oportunidade. Não podemos esperar uma repetição da Checoslováquia. Haverá luta.
Em 22 de agosto, pouco mais de uma semana antes do início da guerra, Hitler fez um discurso para seus comandantes militares em Obersalzberg:
 "O objetivo da guerra é (...) fisicamente destruir o inimigo. É por isso que preparei, para já apenas no Leste, as minhas formações SS-Totenkopfverbände ("os regimentos da caveira") com ordens para matar sem piedade nem misericórdia todos os homens, mulheres e crianças de ascendência ou língua polaca. Só assim poderemos obter o espaço vital de que necessitamos." 

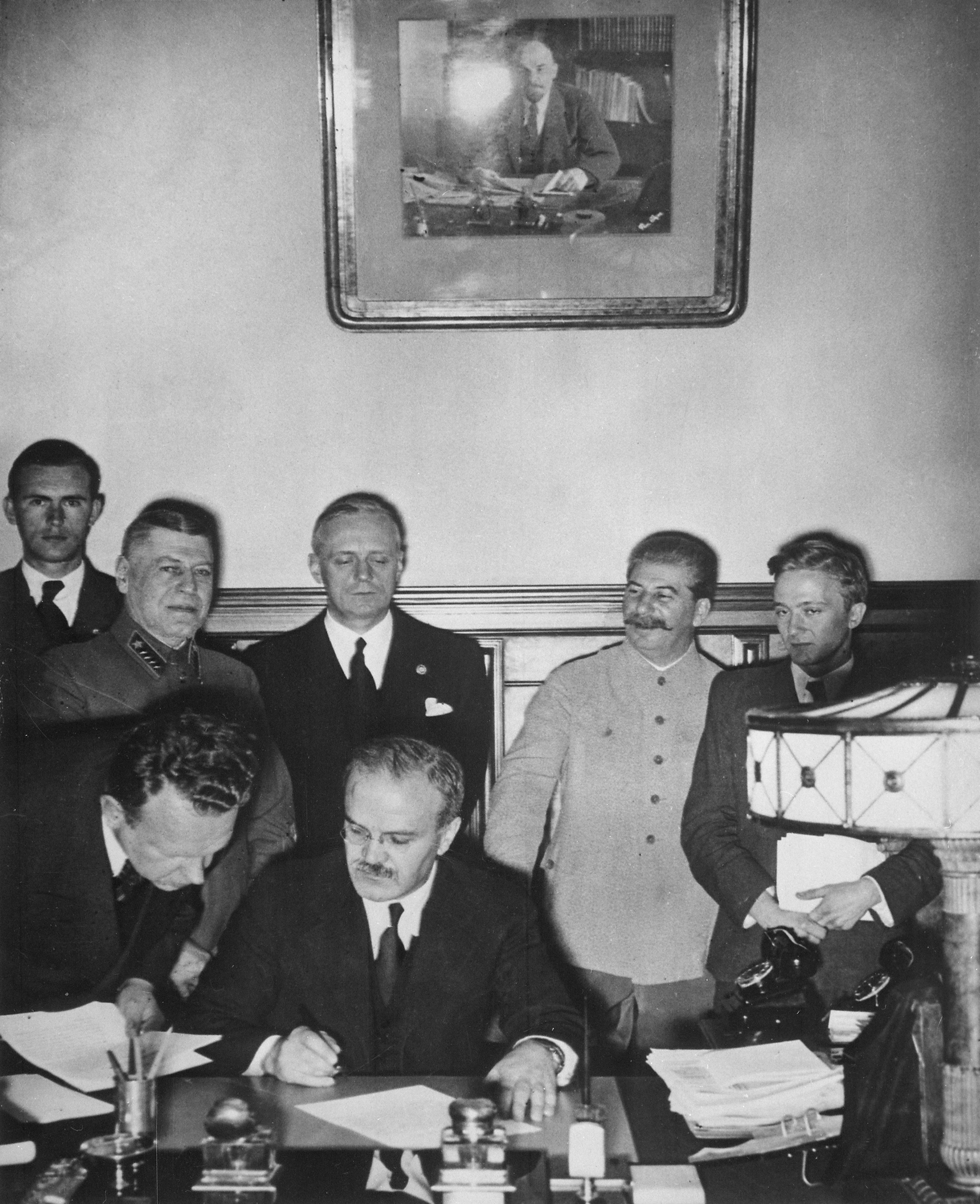
Viatcheslav Molotov assinando o Pacto Molotov-Ribbentrop, um pacto Alemão-Soviético de não-agressão

Com a assinatura surpresa do Pacto Molotov-Ribbentrop em 23 de agosto, o resultado de conversas secretas nazistas-soviéticas mantidas em Moscou, a Alemanha neutralizou a possibilidade da oposição soviética a uma campanha contra a Polônia e a guerra se tornou iminente. Na verdade, os soviéticos concordaram em não ajudar a França ou o Reino Unido no caso de entrarem em guerra com a Alemanha pela Polônia e, em um protocolo secreto do pacto, os alemães e os soviéticos concordaram em dividir a Europa Oriental, incluindo a Polônia, em duas esferas de influência; um terço ocidental do país iria para a Alemanha e os dois terços do leste para a União Soviética.
O ataque alemão estava originalmente programado para começar às 04h00 da manhã de 26 de agosto. No entanto, em 25 de agosto, o Pacto de Defesa Comum Anglo-Polonês foi assinado como um anexo à Aliança Franco-Polonesa (1921). Nesse acordo, o Reino Unido se comprometeu com a defesa da Polônia, garantindo a preservação da independência polonesa. Ao mesmo tempo, os britânicos e os poloneses insinuavam a Berlim que estavam dispostos a retomar as discussões, de forma alguma como Hitler esperava enquadrar o conflito. Assim, ele hesitou e adiou seu ataque até 1 de setembro, conseguindo efetivamente deter toda a invasão "no meio do salto".

Partições planejadas e reais da Polônia, de acordo com o Pacto Molotov-Ribbentrop, com ajustes posteriores

No entanto, houve uma exceção: na noite de 25-26 de agosto, um grupo de sabotagem alemão que não tinha ouvido nada sobre o adiamento da invasão fez um ataque à estação ferroviária de Passo de Jablunkov e Mosty, na Silésia. Na manhã de 26 de agosto, esse grupo foi repelido pelas tropas polonesas. O lado alemão descreveu tudo isso como um incidente "causado por um indivíduo insano" (veja incidente de Jabłonków).
Em 26 de agosto, Hitler tentou dissuadir os britânicos e franceses de interferir no conflito que se aproximava, até mesmo prometendo que as forças da Wehrmacht que seriam colocadas à disposição do Império Britânico no futuro. As negociações convenceram Hitler de que havia pouca chance de os Aliados ocidentais declararem guerra à Alemanha e, mesmo que o fizessem, devido à falta de "garantias territoriais" para a Polônia, estariam dispostos a negociar um compromisso favorável à Alemanha após sua conquista da Polônia. Enquanto isso, o aumento do número de sobrevoos de aviões de reconhecimento de alta altitude e movimentos de tropas através da fronteira sinalizava que a guerra era iminente.

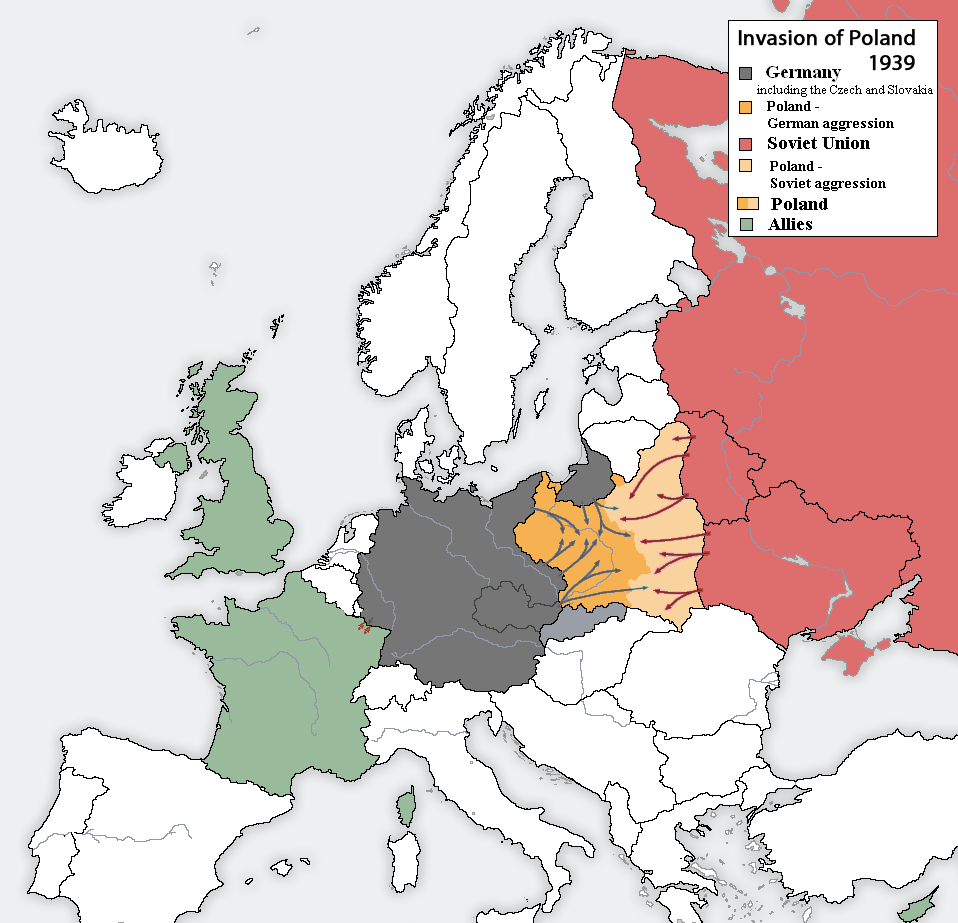
Mapa mostrando o início da Segunda Guerra Mundial em setembro de 1939 em um contexto europeu

Em 29 de agosto, instigada pelos britânicos, a Alemanha fez uma última oferta diplomática, com Fall Weiss ainda a ser reprogramada. Naquela noite, o governo alemão respondeu em uma comunicação que visava não só a restauração de Danzigue, mas também o Corredor Polonês (que não fazia parte das demandas de Hitler), além da salvaguarda da minoria alemã na Polônia. Afirma que está disposto a iniciar negociações, mas indica que um representante polaco com poderes para assinar um acordo deverá chegar a Berlim no dia seguinte, enquanto entretanto elaborará um conjunto de propostas. O Gabinete Britânico ficou satisfeito que as negociações tenham sido acordadas, mas, ciente de como Emil Hácha foi forçado a deixar seu país em circunstâncias semelhantes apenas alguns meses antes, considerou a necessidade de uma chegada imediata de um representante polonês com plenos poderes de assinatura como um ultimato inaceitável. Na noite de 30/31 de agosto, o Ministro das Relações Exteriores alemão Joachim von Ribbentrop leu uma proposta alemã de 16 pontos ao embaixador britânico. Quando o embaixador solicitou uma cópia das propostas para transmissão ao governo polonês, Ribbentrop recusou, com base em que o representante polonês solicitado não tinha chegado à meia-noite. Quando o embaixador polonês Józef Lipski foi ver Ribbentrop depois no dia 31 de agosto para indicar que a Polônia estava favoravelmente disposta a negociações, ele anunciou que não tinha o poder total para assinar, e Ribbentrop o despediu. Foi então transmitido que a Polônia havia rejeitado a oferta da Alemanha e as negociações com a Polônia chegaram ao fim. Hitler deu ordens para que a invasão começasse logo depois.
Em 29 de agosto, o Ministro das Relações Exteriores da Polônia, Józef Beck, ordenou a mobilização militar, mas sob a pressão do Reino Unido e da França, a mobilização foi cancelada. Quando a mobilização final começou, aumentou a confusão.
Em 30 de agosto, a Marinha da Polônia enviou sua flotilha de contratorpedeiros para o Reino Unido, executando o Plano Peking. No mesmo dia, o marechal da Polônia Edward Rydz-Śmigły anunciou a mobilização das tropas polonesas. No entanto, ele foi pressionado a revogar a ordem pelos franceses, que aparentemente ainda esperavam por um acordo diplomático, sem perceber que os alemães estavam totalmente mobilizados e concentrados na fronteira polonesa. Durante a noite de 31 de agosto, o Incidente de Gleiwitz, um ataque de bandeira falsa à estação de rádio, foi encenado perto da cidade fronteiriça de Gleiwitz na Alta Silésia por unidades alemãs se passando por tropas polonesas, como parte da Operação Himmler. Em 31 de agosto, Hitler ordenou que as hostilidades contra a Polônia começassem às 4h45 da manhã seguinte. No entanto, em parte por causa da paralisação anterior, a Polônia finalmente conseguiu mobilizar apenas cerca de 70% de suas forças planejadas (apenas cerca de 900 000 dos 1 350 000 soldados planejados para se mobilizar em primeira ordem), e por causa disso muitas unidades ainda estavam se formando ou se movendo para seu posições designadas na linha de frente. A mobilização tardia reduziu a capacidade de combate do Exército Polonês em cerca de um terço.

## Forças de oposição

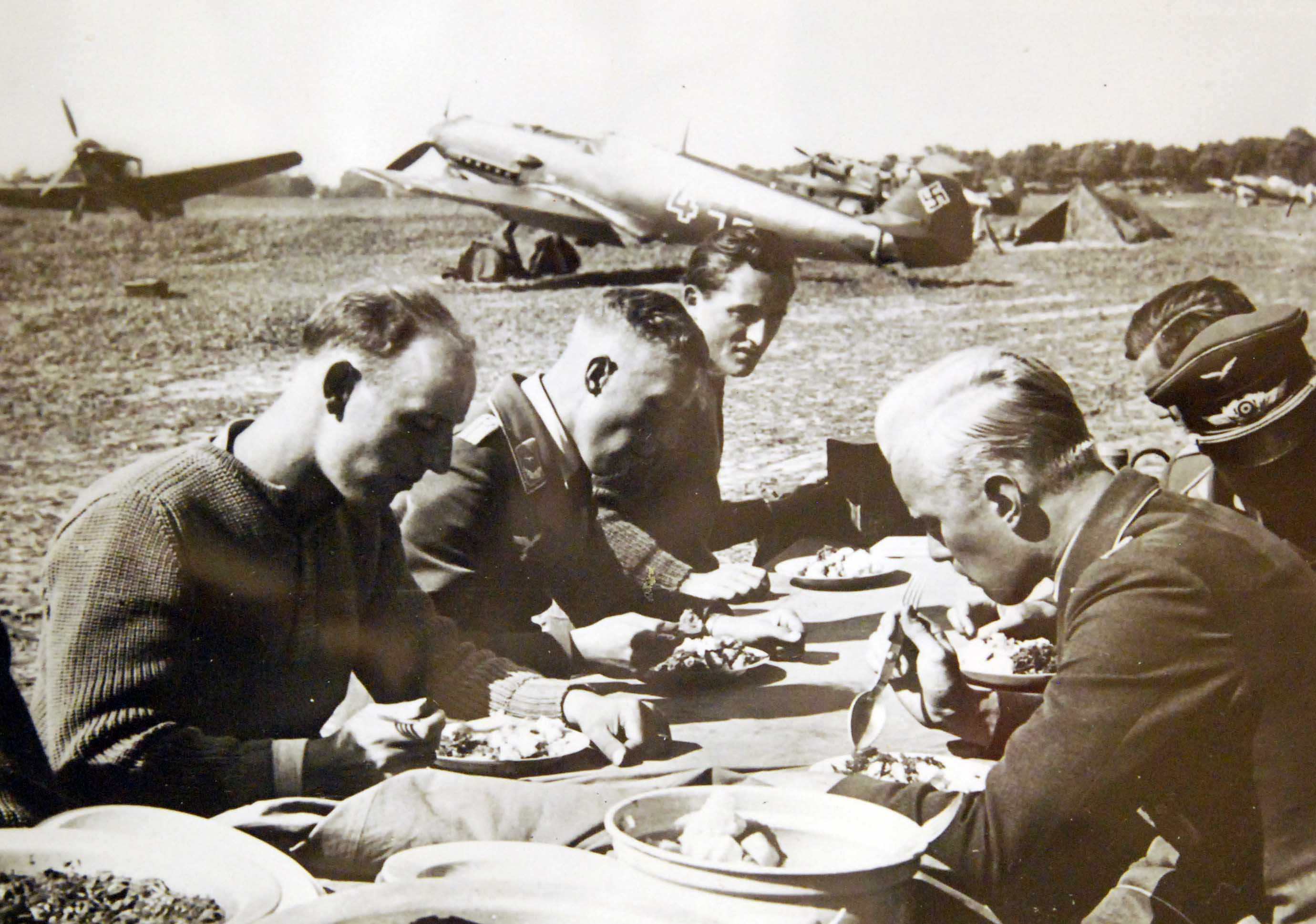
Aviadores alemães almoçando ao ar livre no leste

### Alemanha Nazista
A Alemanha Nazista tinha uma vantagem numérica substancial sobre a Polônia e havia desenvolvido um exército significativo antes do conflito. O Heer (exército) tinha 3.472 tanques em seu estoque, dos quais 2 859 estavam com o Exército de Campo e 408 com o Exército de Substituição. 453 tanques foram atribuídos a quatro divisões leves, enquanto outros 225 tanques estavam em regimentos e companhias destacados. Mais notavelmente, os alemães tinham sete divisões Panzer, com 2 009 tanques entre eles, usando uma nova doutrina operacional. Sustentou que essas divisões deveriam agir em coordenação com outros elementos das forças armadas, abrindo buracos na linha inimiga e isolando unidades selecionadas, que seriam cercadas e destruídas. Isso seria seguido por infantaria mecanizada menos móvel e soldados de infantaria. A Luftwaffe (força aérea) forneceu poder aéreo tático e estratégico, particularmente bombardeiros de mergulho que interromperam as linhas de suprimento e comunicações. Juntos, os novos métodos foram apelidados de "Blitzkrieg" (guerra relâmpago). Enquanto o historiador Basil Liddell Hart afirmou que "a Polônia foi uma demonstração completa da teoria Blitzkrieg", alguns outros historiadores discordam.
Os aviões desempenharam um papel importante na campanha. Os bombardeiros também atacaram cidades, causando enormes perdas entre a população civil por meio de bombardeios terroristas e fuzilamento. As forças da Luftwaffe consistiam em 1 180 caças, 290 bombardeiros de mergulho Ju 87 Stuka, 1 100 bombardeiros convencionais (principalmente Heinkel He 111 e Dornier Do 17) e uma variedade de 550 aviões de transporte e 350 aviões de reconhecimento. No total, a Alemanha possuía cerca de 4 000 aviões, a maioria eram modernos. Uma força de 2 315 aviões foi atribuída a Fall Weiss. Devido à sua participação anterior na Guerra Civil Espanhola, a Luftwaffe foi provavelmente a força aérea mais experiente, mais bem treinada e mais bem equipada do mundo em 1939.

### Polônia

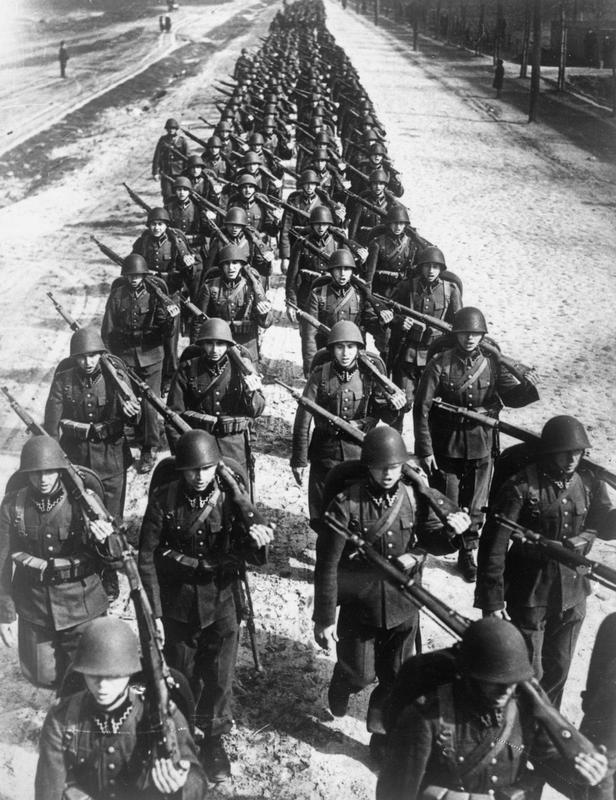
Infantaria polonesa

Surgindo em 1918 como um país independente após 123 anos após as Partições da Polônia, a Segunda República Polonesa, quando comparada com países como o Reino Unido ou a Alemanha, era um país relativamente indigente e principalmente agrícola. Os potências de partição não investiram no desenvolvimento da indústria, especialmente na indústria de armamentos em áreas etnicamente polonesas. Além disso, a Polônia teve que lidar com os danos causados pela Primeira Guerra Mundial. Isso resultou na necessidade de construir uma indústria de defesa do zero. Entre 1936 e 1939, a Polônia investiu pesadamente na recém-criada Região Industrial Central. Os preparativos para uma guerra defensiva com a Alemanha estavam em andamento por muitos anos, mas a maioria dos planos presumia que os combates não começariam antes de 1942. Para levantar fundos para o desenvolvimento industrial, a Polônia vendeu muitos dos equipamentos modernos que produziu. Em 1936, um Fundo de Defesa Nacional foi criado para coletar os fundos necessários para o fortalecimento das Forças Armadas Polacas. O Exército Polonês tinha aproximadamente um milhão de soldados, mas nem todos foram mobilizados até 1 de setembro. Os retardatários sofreram baixas significativas quando o transporte público se tornou alvos da Luftwaffe. Os militares poloneses tinham menos forças blindadas do que os alemães, e essas unidades, dispersas dentro da infantaria, foram incapazes de enfrentar os alemães com eficácia.
As experiências na Guerra Polaco-Soviética moldaram a doutrina organizacional e operacional do Exército Polonês. Ao contrário da guerra de trincheiras da Primeira Guerra Mundial, a Guerra Polaco-Soviética foi um conflito no qual a mobilidade da cavalaria desempenhou um papel decisivo. A Polônia reconheceu os benefícios da mobilidade, mas não conseguiu investir pesadamente em muitas das invenções caras e não comprovadas desde então. Apesar disso, as brigadas de cavalaria polonesas foram usadas como infantaria montada móvel e tiveram alguns sucessos contra a infantaria e a cavalaria alemãs.

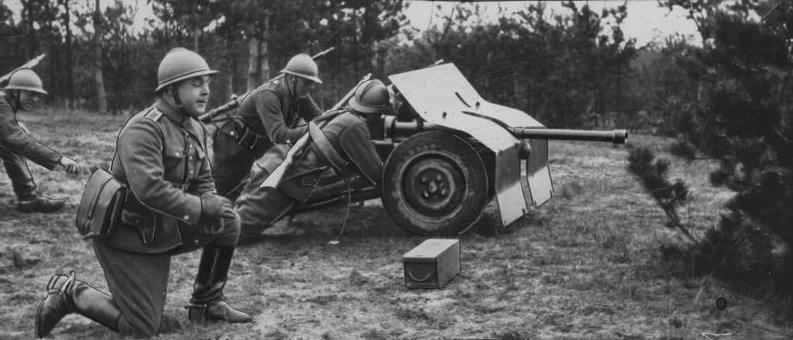
Arma antitanque Bofors 37mm no posto de fogo durante os exercícios

Uma divisão de infantaria polonesa média consistia de 16 492 soldados e estava equipada com 326 canhões leves e médios, 132 canhões pesados, 92 rifles antitanque e várias dezenas de artilharia de campanha leve, média, pesada, antitanque e antiaéreo. Ao contrário dos 1 009 carros e caminhões e 4 842 cavalos na divisão de infantaria alemã média, a divisão de infantaria polonesa média tinha 76 carros e caminhões e 6 939 cavalos.
A Força Aérea Polaca (Lotnictwo Wojskowe) estava em grave desvantagem contra a Luftwaffe alemã devido à inferioridade em números e à obsolescência de seus aviões de combate. No entanto, ao contrário da propaganda alemã, não foi destruído no solo; na verdade, foi disperso com sucesso antes do início do conflito e nenhum dos seus aviões de combate foi destruído no solo nos primeiros dias do conflito. Na era do rápido progresso na aviação, a Força Aérea Polaca carecia de caças modernos, em grande parte devido ao cancelamento de muitos projetos avançados, como o PZL.38 Wilk e ao atraso na introdução de um caça polonês moderno completamente novo PZL.50 Jastrząb. No entanto, seus pilotos estavam entre os mais bem treinados do mundo, como comprovado um ano depois na Batalha da Grã-Bretanha, na qual os poloneses desempenharam um papel notável.

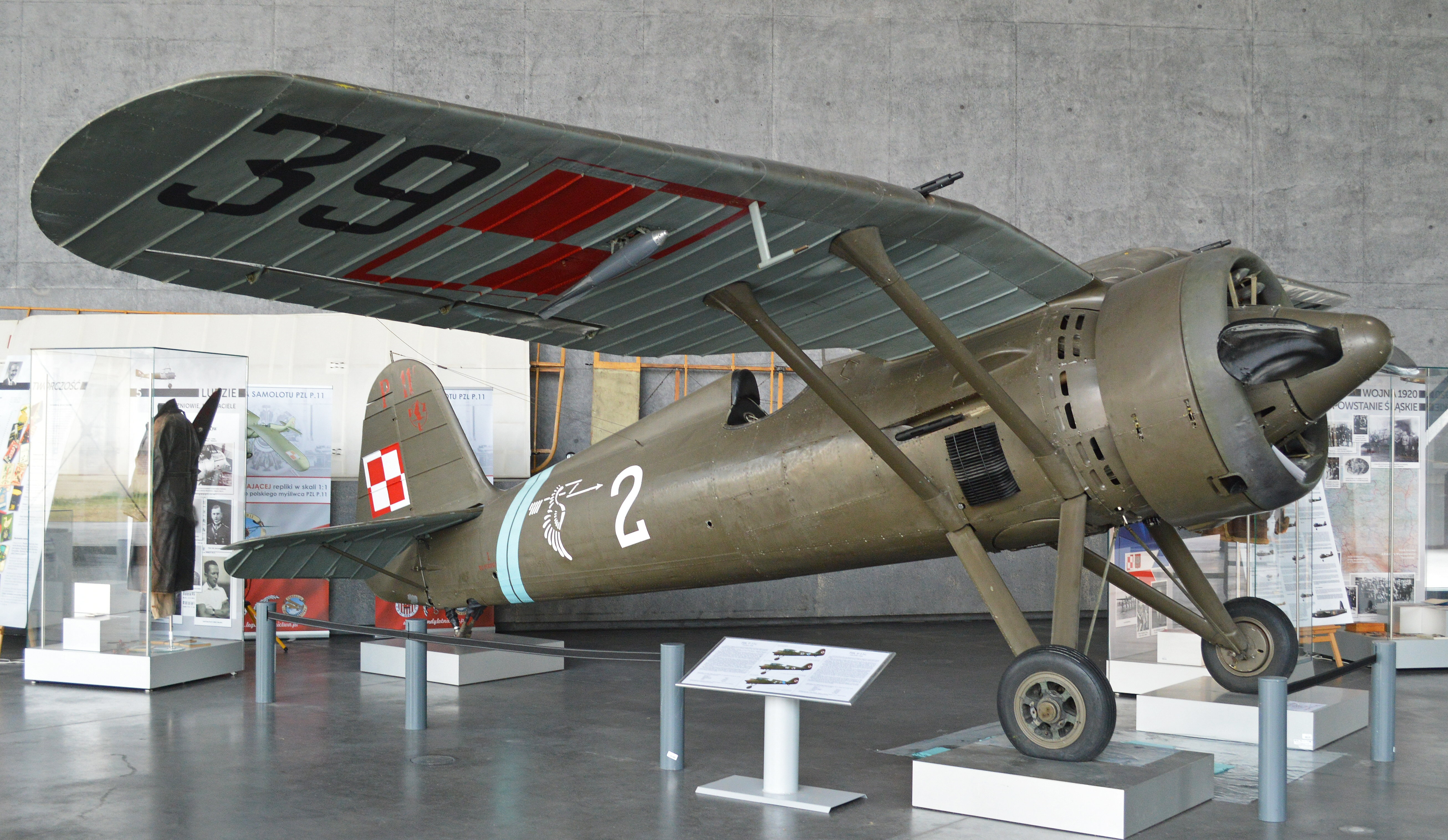
Avião de combate polonês PZL P.11

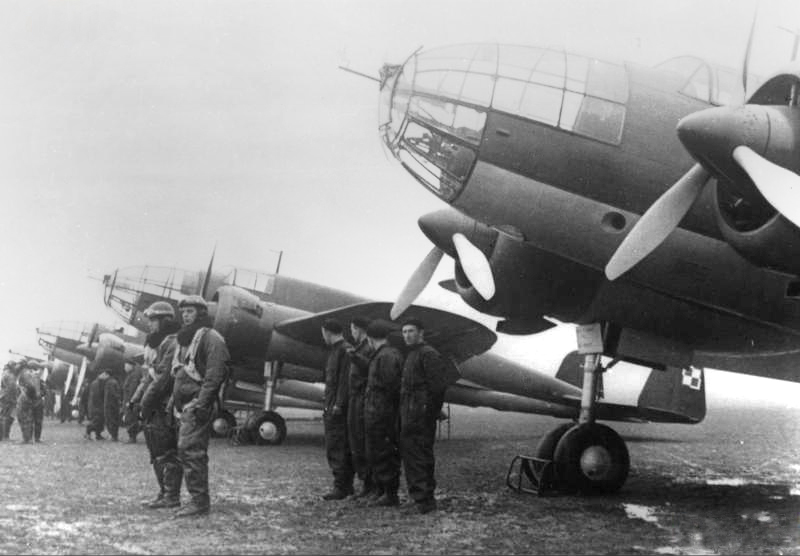
Bombardeiros médios poloneses PZL.37 Łoś com uma tripulação de quatro homens

No geral, os alemães desfrutaram de superioridade numérica e qualitativa em aviões. A Polônia tinha apenas cerca de 600 aviões, das quais apenas bombardeiros pesados PZL.37 Łoś eram modernos e comparáveis aos alemães. A Força Aérea Polaca tinha aproximadamente 185 PZL P.11 e cerca de 95 caças PZL P.7, 175 PZL.23 Karaś B, 35 Karaś como bombardeiros leves. Porém, para a Campanha de Setembro, nem todos esses aviões foram mobilizados. Em 1 de setembro, de cerca de 120 bombardeiros pesados PZL.37 produzidos, apenas 36 PZL.37 foram implantados, o restante sendo principalmente de unidades de treinamento. Todos esses aviões eram de design polonês nativo, com os bombardeiros sendo mais modernos do que os caças, de acordo com o plano de expansão da força aérea de Ludomił Rayski, que contava com uma forte força de bombardeiros. A Força Aérea Polaca consistia em uma 'Brigada de Bombardeiros', 'Brigada de Perseguição' e aviões designados para os vários exércitos terrestres. Os caças poloneses eram mais velhos do que os alemães; o caça PZL P.11, produzido no início dos anos 1930, tinha uma velocidade máxima de apenas 365 km/h, muito menos do que os bombardeiros alemães. Para compensar, os pilotos confiaram em sua manobrabilidade e alta velocidade de mergulho. As decisões da Força Aérea Polaca de fortalecer seus recursos chegaram tarde demais, principalmente devido a limitações orçamentárias. Como um pedido de "última hora" no verão de 1939, a Polônia comprou 160 caças franceses Morane-Saulnier M.S.406 e 111 aviões ingleses (100 bombardeiros leves Fairey Battle, 10 Hawker Hurricane e 1 Supermarine Spitfire; a venda de 150 Spitfires solicitada pelo governo polonês foi rejeitada pelo Ministério da Aeronáutica). Apesar do fato de alguns dos aviões terem sido embarcados para a Polônia (o primeiro transporte de aviões compradas no navio "Lassel" partiu de Liverpool em 28 de agosto), nenhum deles participou do combate. No final de 1938, a Força Aérea Polaca também encomendou 300 bombardeiros leves PZL.46 Sum avançados, mas devido a um atraso no início da produção em massa, nenhum deles foi entregue antes de 1 de setembro. Quando na primavera de 1939 descobriu-se que havia problemas com a implementação do novo caça PZL.50 Jastrząb, foi decidido implementar temporariamente a produção do caça PZL P.11.G Kobuz. No entanto, devido à eclosão da guerra, nenhum dos 90 aviões deste tipo encomendados foi entregue ao exército.

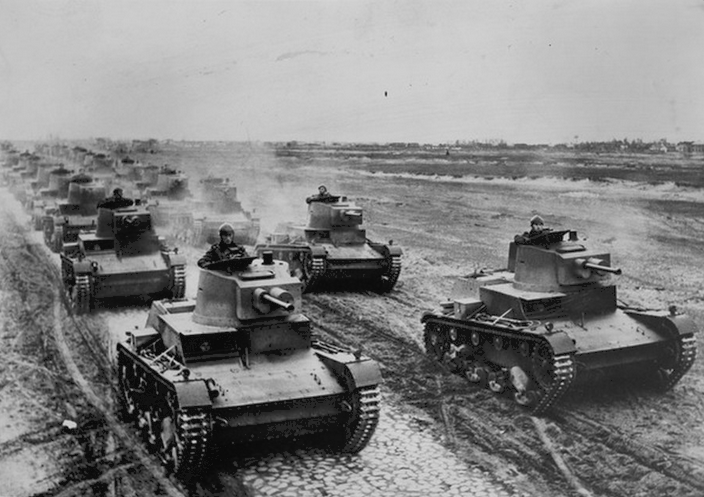
Tanques leves poloneses 7TP em formação

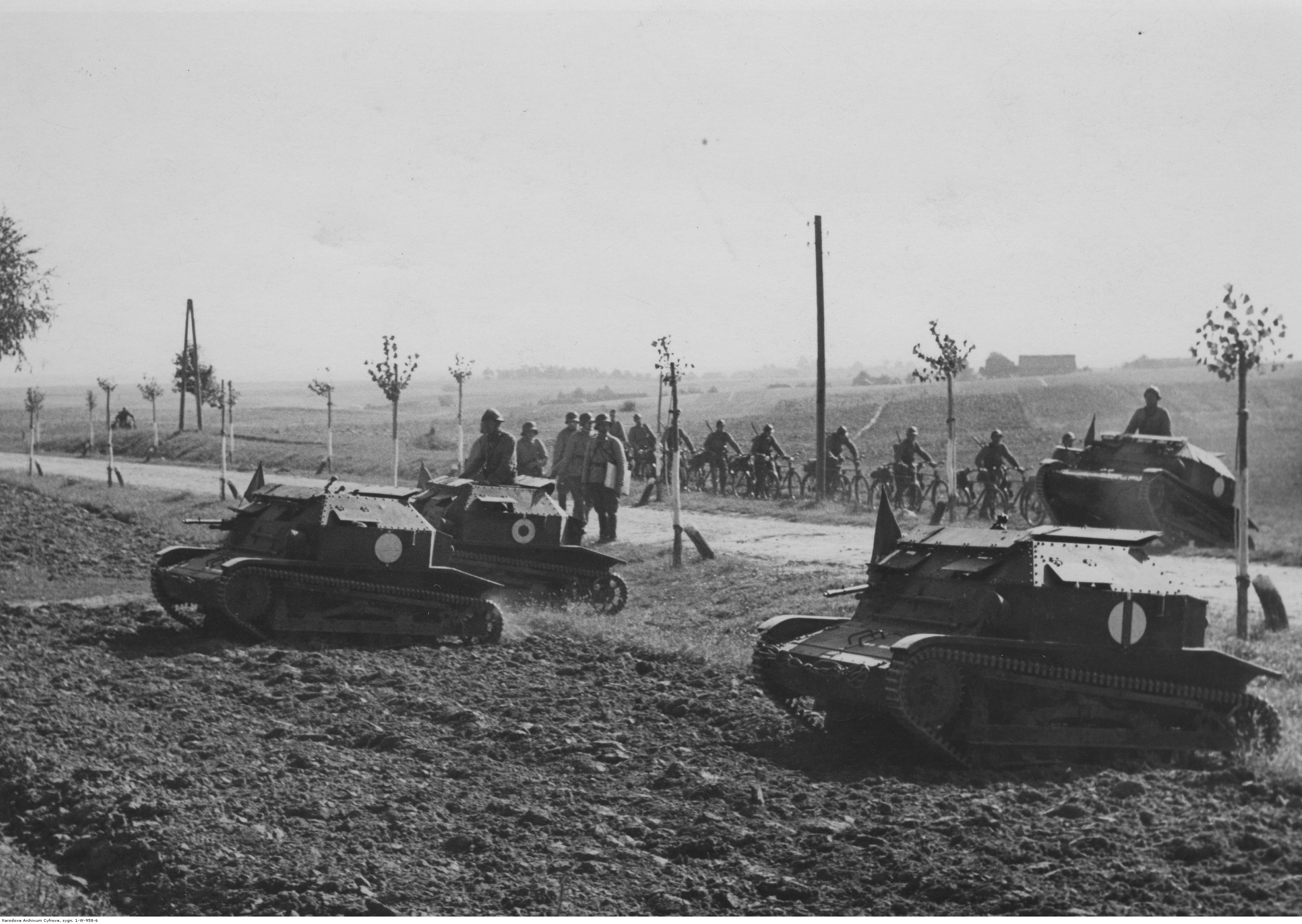
Tanquetes poloneses TK-3 durante as manobras de outono em Volínia, 1938

A força de tanques consistia em duas brigadas blindadas, quatro batalhões de tanques independentes e cerca de 30 companhias de tanquetes TKS ligadas às divisões de infantaria e brigadas de cavalaria. O tanque padrão do Exército Polonês durante a invasão de 1939 foi o tanque leve 7TP. Foi o primeiro tanque do mundo equipado com motor diesel e periscópio Gundlach 360°. O 7TP estava significativamente melhor armado do que seus oponentes mais comuns, os Panzer I e II alemães, mas apenas 140 tanques foram produzidos entre 1935 e o início da guerra. A Polônia também tinha alguns projetos importados relativamente modernos, como 50 tanques Renault R35 e 38 tanques Vickers E.
A Marinha da Polônia era uma pequena frota de destróieres, submarinos e navios de apoio menores. A maioria das unidades de superfície polonesas seguiu a Operação Peking, deixando os portos poloneses em 20 de agosto e escapando pelo Mar do Norte para se juntar à Marinha Real Britânica. Forças submarinas participaram da Operação Worek, com o objetivo de envolver e prejudicar a navegação alemã no Mar Báltico, mas tiveram muito pouco sucesso. Além disso, muitos navios da marinha mercante se juntaram à frota mercante britânica e participaram de comboios de guerra.

## Detalhes

### Plano alemão

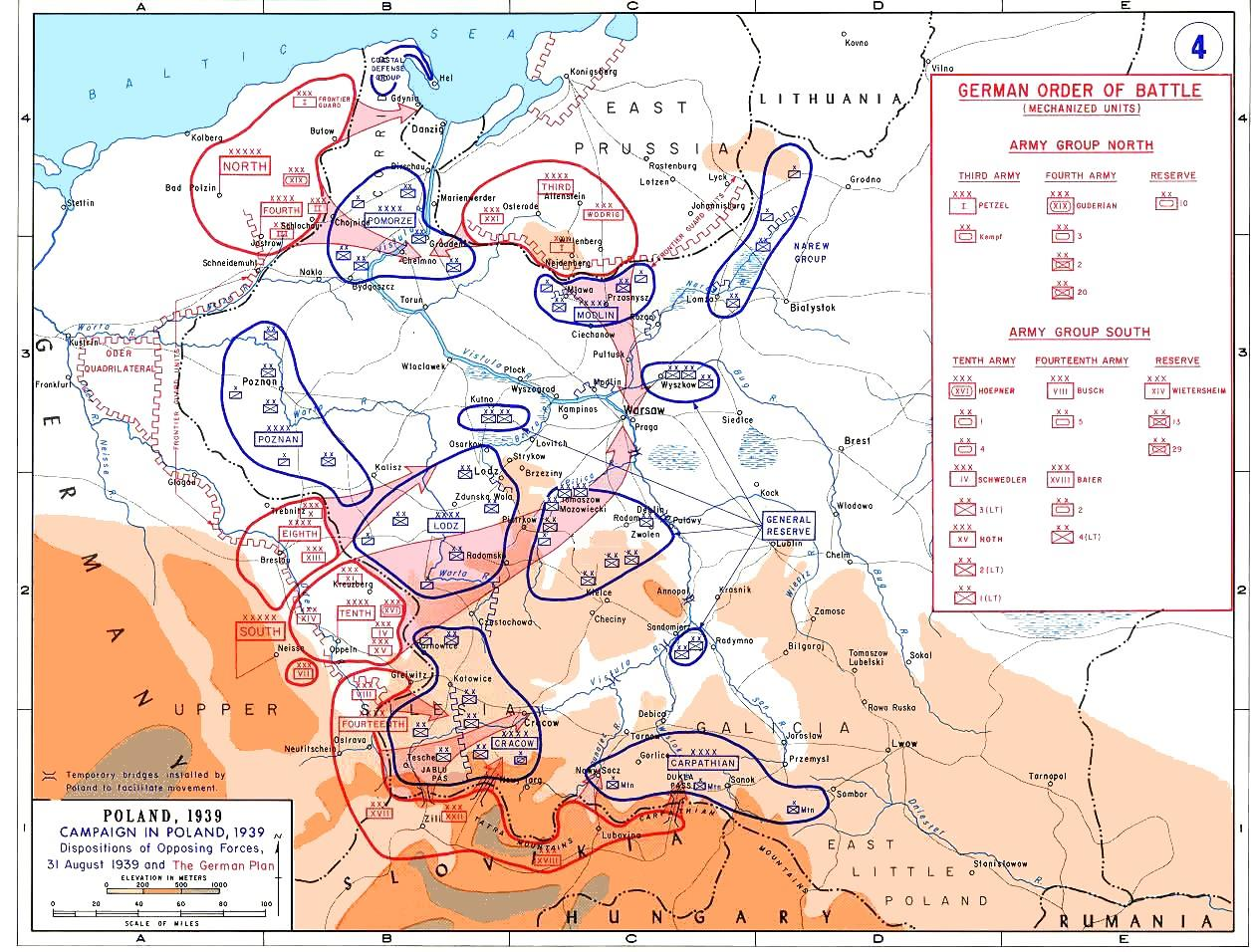
Disposições das forças de oposição em 31 de agosto de 1939, com a ordem de batalha alemã sobreposta em rosa

A Campanha de Setembro foi planejada pelo general Franz Halder, o chefe do estado-maior, e dirigida pelo general Walther von Brauchitsch, o comandante-em-chefe da próxima campanha. Exigia o início das hostilidades antes de uma declaração de guerra e perseguia uma doutrina de cerco em massa e destruição das forças inimigas. A infantaria, longe de ser completamente mecanizada, mas equipada com artilharia móvel e apoio logístico, deveria ser apoiada por Panzers e um pequeno número de infantaria montada em caminhões (os regimentos Schützen, precursores dos panzergrenadiers) para auxiliar o movimento rápido de tropas e se concentre em partes localizadas da frente inimiga, eventualmente isolando segmentos do inimigo, cercando-os e destruindo-os. A "ideia blindada" do pré-guerra, que um jornalista americano em 1939 apelidou de Blitzkrieg, que foi defendida por alguns generais, incluindo Heinz Guderian, teria feito com que os blindados fizessem buracos na frente do inimigo e se estendesse profundamente nas áreas de retaguarda, mas a campanha na Polônia seria travada em linhas mais tradicionais. Isso se originou do conservadorismo por parte do Alto Comando Alemão, que restringia principalmente o papel das forças blindadas e mecanizadas para apoiar as divisões de infantaria convencionais.
O terreno da Polônia era adequado para operações móveis quando o clima cooperava; o país tinha planícies planas, com longas fronteiras totalizando quase 5 600 km, a longa fronteira da Polônia com a Alemanha Nazista a oeste e ao norte, enfrentando a Prússia Oriental, se estendia por 2 000 km. A fronteira foi aumentada por mais 300 km no lado sul, após o Acordo de Munique de 1938. A incorporação alemã da Boêmia e da Morávia e a criação do estado fantoche alemão da Eslováquia significaram que o flanco sul da Polônia também foi exposto.
Adolf Hitler exigiu que a Polônia fosse conquistada em seis semanas, mas os planejadores alemães pensaram que isso exigiria três meses. Eles pretendiam explorar sua longa fronteira totalmente com a grande manobra envolvente de Fall Weiss. As unidades alemãs deveriam invadir a Polônia de três direções:
- Um ataque principal sobre a fronteira polonesa ocidental, que seria executado pelo Grupo de Exércitos Sul, comandado pelo coronel-general Gerd von Rundstedt, atacando da Silésia Alemã e da fronteira com a Morávia e Eslováquia. O 8.º Exército do general Johannes Blaskowitz deveria se dirigir para o leste contra Łódź. O 14.º Exército do general Wilhelm List deveria avançar em direção a Cracóvia e virar o flanco dos Cárpatos dos poloneses. O 10.º Exército do general Walter von Reichenau, no centro com os blindados do Grupo de Exércitos Sul, iria desferir o golpe decisivo com um impulso para nordeste no coração da Polônia.
- Uma segunda rota de ataque do norte da Prússia. O coronel-general Fedor von Bock comandou o Grupo de Exércitos Norte, compreendendo o 3.º Exército do general Georg von Küchler, que deveria atacar ao sul da Prússia Oriental, e o 4.º Exército do general Günther von Kluge, que deveria atacar a leste através da base do Corredor Polonês.
- Um ataque terciário por parte das unidades eslovacas aliadas do Grupo de Exércitos Sul da Eslováquia.
- De dentro da Polônia, a minoria alemã ajudaria se envolvendo em operações de desvio e sabotagem pelas unidades do Volksdeutscher Selbstschutz que haviam sido preparadas antes da guerra.[76]

Todos os três ataques deveriam convergir para Varsóvia, e o principal Exército Polonês deveria ser cercado e destruído a oeste do Rio Vístula. Fall Weiss foi iniciado em 1 de setembro de 1939 e foi a primeira operação da Segunda Guerra Mundial na Europa.

### Plano de defesa polonês

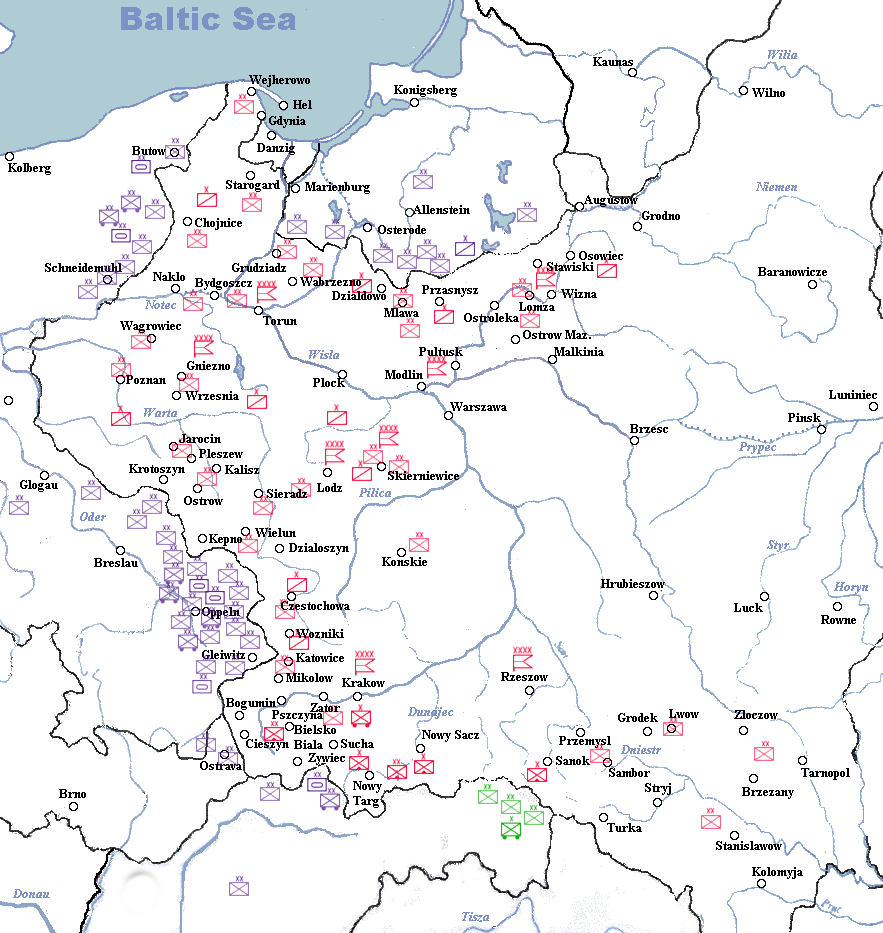
Implantação de divisões alemãs, polonesas e eslovacas imediatamente antes da invasão alemã

A determinação polonesa de posicionar forças diretamente na fronteira germano-polonesa, impulsionada pelo Pacto de Defesa Comum Anglo-Polonês, moldou o plano de defesa do país, o "Plano Zachód". Os recursos naturais, a indústria e a população mais valiosos da Polônia estavam ao longo da fronteira ocidental na Alta Silésia Oriental. A política polonesa se concentrava em sua proteção, especialmente porque muitos políticos temiam que, se a Polônia se retirasse das regiões disputadas pela Alemanha Nazista, o Reino Unido e a França assinariam um tratado de paz separado com a Alemanha, como o Acordo de Munique de 1938, e permitiriam que a Alemanha permanecesse nessas regiões. O fato de nenhum dos aliados da Polônia ter especificamente garantido as fronteiras polonesas ou a integridade territorial era outra preocupação polonesa. Essas razões fizeram com que o governo polonês desconsiderasse o conselho francês de posicionar suas forças atrás de barreiras naturais, como o Rio Vístula e o Rio San, apesar de alguns generais poloneses apoiarem a ideia de ser uma estratégia melhor. O Plano Zachód permitiu que o Exército Polonês recuasse para dentro do país, mas isso deveria ser um recuo lento para trás das posições preparadas destinadas a dar às forças armadas tempo para completar sua mobilização e executar uma contra-ofensiva geral com o apoio dos Aliados Ocidentais.
Em caso de falha em defender a maior parte do território, o exército deveria recuar para o sudeste do país, onde o terreno acidentado, os rios Stryi e Dniestre, vales, colinas e pântanos forneceriam linhas naturais de defesa contra o avanço alemão e a cabeça de ponte romena puderam ser criadas.

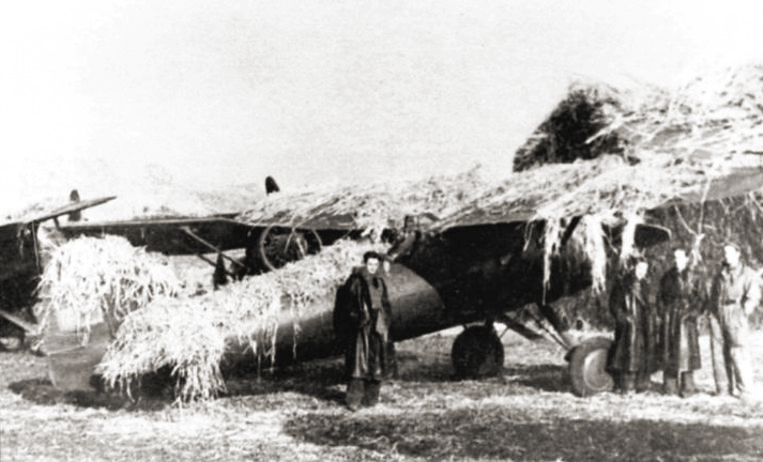
Um caça camuflado PZL P.11 polonês em um campo de aviação de combate

O Estado-Maior Polonês não havia começado a elaborar o plano de defesa do "Ocidente" até 4 de março de 1939. Supunha-se que o Exército Polonês, lutando sozinho na fase inicial da guerra, teria que defender as regiões ocidentais do país. O plano de operações levou em consideração a superioridade numérica e material do inimigo e, também assumiu o caráter defensivo das operações polonesas. As intenções polonesas eram defender as regiões ocidentais julgadas indispensáveis para travar a guerra, aproveitando as condições propícias para contra-ataques das unidades de reserva e evitando que fossem esmagadas antes do início das operações franco-britânicas na Europa Ocidental. O plano de operação não havia sido elaborado em detalhes e dizia respeito apenas à primeira fase das operações.
Os britânicos e os franceses estimaram que a Polônia seria capaz de se defender por dois a três meses, e a Polônia estimou que poderia fazê-lo por pelo menos seis meses. Enquanto a Polônia redigia suas estimativas com base na expectativa de que os Aliados Ocidentais honrariam suas obrigações com o tratado e rapidamente iniciariam uma ofensiva própria, os franceses e os britânicos esperavam que a guerra se transformasse em uma guerra de trincheiras, como a Primeira Guerra Mundial. O governo polonês não foi notificado da estratégia e baseou todos os seus planos de defesa em promessas de alívio rápido pelos Aliados Ocidentais.
As forças polonesas estavam pouco esticadas ao longo da fronteira polonesa-alemã e não tinham linhas de defesa compactas e boas posições de defesa em terreno desvantajoso. Essa estratégia também deixou as linhas de abastecimento mal protegidas. Um terço das forças da Polônia estavam concentradas no ou próximo ao Corredor Polonês, tornando-as vulneráveis a um duplo envolvimento da Prússia Oriental e do oeste. Outro terço concentrou-se na parte centro-norte do país, entre as principais cidades de Łódź e Varsóvia. O posicionamento avançado das forças polonesas aumentou enormemente a dificuldade de realizar manobras estratégicas, agravada pela mobilidade inadequada, já que as unidades polonesas muitas vezes não tinham a capacidade de recuar de suas posições defensivas, pois estavam sendo invadidas por formações mecanizadas alemãs mais móveis.

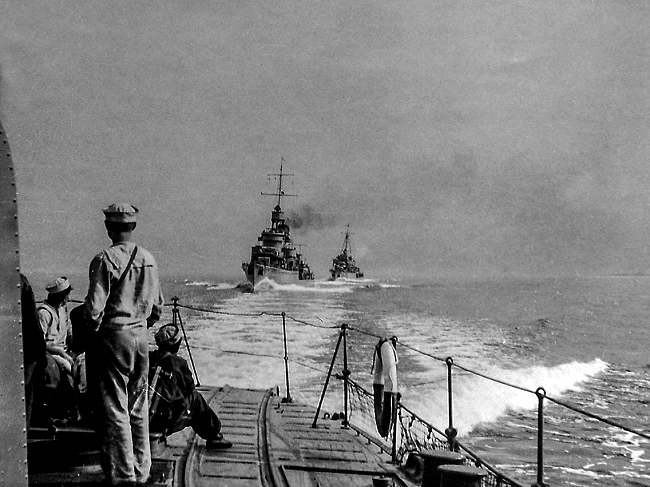
Plano Peking: os contratorpedeiros poloneses evacuam do Mar Báltico a caminho do Reino Unido

Como a perspectiva de conflito aumentou, o governo britânico pressionou o marechal Edward Rydz-Śmigły para evacuar as embarcações mais modernas da Marinha Polonesa do Mar Báltico. Em caso de guerra, os líderes militares poloneses perceberam que os navios que permaneceram no Báltico provavelmente seriam afundados rapidamente pelos alemães. Além disso, uma vez que os estreitos dinamarqueses estavam bem dentro do alcance operacional da Kriegsmarine e da Luftwaffe, havia pouca chance de um plano de evacuação ser bem-sucedido se fosse implementado após o início das hostilidades. Quatro dias após a assinatura do Pacto de Defesa Comum Anglo-Polonês, três destróieres da Marinha Polonesa executaram o Plano Peking e evacuaram para o Reino Unido.
Embora os militares poloneses tenham se preparado para o conflito, a população civil permaneceu amplamente despreparada. A propaganda polonesa antes da guerra enfatizava que qualquer invasão alemã seria facilmente repelida. Isso fez com que as derrotas polonesas durante a invasão alemã fossem um choque para a população civil. Sem treinamento para tal desastre, a população civil entrou em pânico e recuou para o leste, espalhando o caos, baixando o moral das tropas e tornando o transporte rodoviário para as tropas polonesas muito difícil. A propaganda também teve algumas consequências negativas para as próprias tropas polonesas, cujas comunicações, interrompidas por unidades móveis alemãs que operam na retaguarda e civis bloqueando estradas, foram lançadas no caos por notícias bizarras de estações de rádio e jornais poloneses, que frequentemente relatavam vitórias imaginárias e outras operações militares. Isso fez com que algumas tropas polonesas fossem cercadas ou se posicionassem contra todas as adversidades, quando pensavam que estavam realmente contra-atacando ou que logo receberiam reforços de outras áreas vitoriosas.

### Invasão alemã

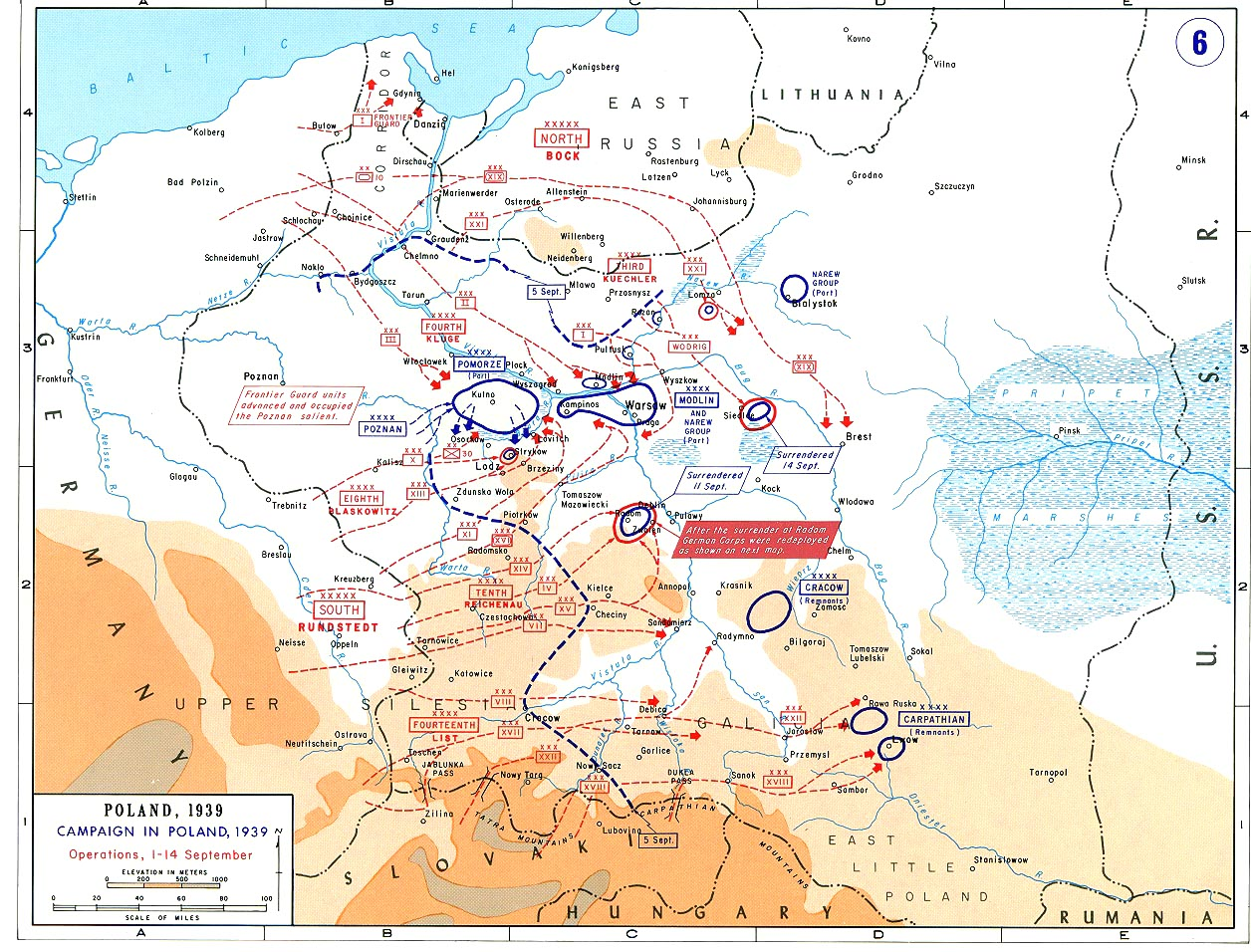
Mapa com os avanços dos alemães e a disposição de todas as tropas de 1 a 14 de setembro de 1939

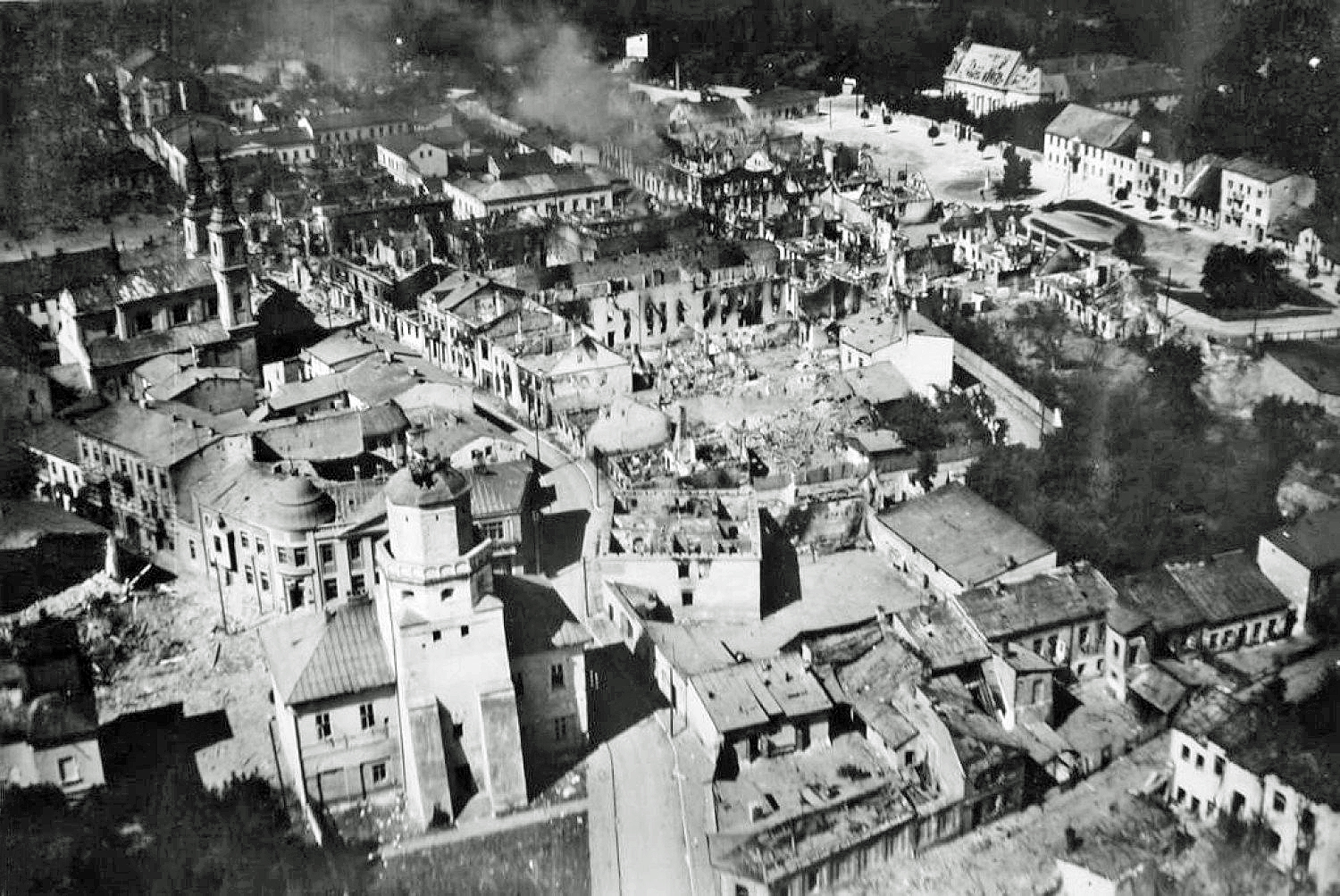
Wieluń destruída pelo bombardeio da Luftwaffe

Após vários incidentes encenados pela Alemanha Nazista, como o Incidente de Gleiwitz, parte da Operação Himmler, que a propaganda alemã usou como pretexto para alegar que as forças alemãs estavam agindo em legítima defesa, um dos primeiros atos de guerra ocorreu em 1 de setembro de 1939. Às 04h45, o antigo encouraçado alemão SMS Schleswig-Holstein abriu fogo contra o depósito militar polonês de Westerplatte, na Cidade Livre de Danzigue, no Mar Báltico. No entanto, em muitos lugares, unidades alemãs cruzaram a fronteira polonesa antes mesmo dessa hora. Por volta dessa altura, a Luftwaffe atacou uma série de alvos militares e civis, incluindo Wieluń, o primeiro bombardeio urbano em grande escala da guerra. Às 08h00, as tropas alemãs, ainda sem uma declaração formal de guerra, atacaram a aldeia polonesa de Mokra. A Batalha da Fronteira havia começado. Mais tarde naquele dia, os alemães atacaram as fronteiras oeste, sul e norte da Polônia, e aviões alemães começaram atacando as cidades polonesas. O principal eixo de ataque foi conduzido  para leste, a partir da Alemanha, através da fronteira ocidental da Polônia. Ataques de apoio vieram da Prússia Oriental, no norte, e um ataque terciário conjunto alemão-eslovaco por unidades (Exército de Campo "Bernolák") da República Eslovaca aliada à Alemanha, no sul. Todos os três ataques convergiram para a capital polonesa, Varsóvia.

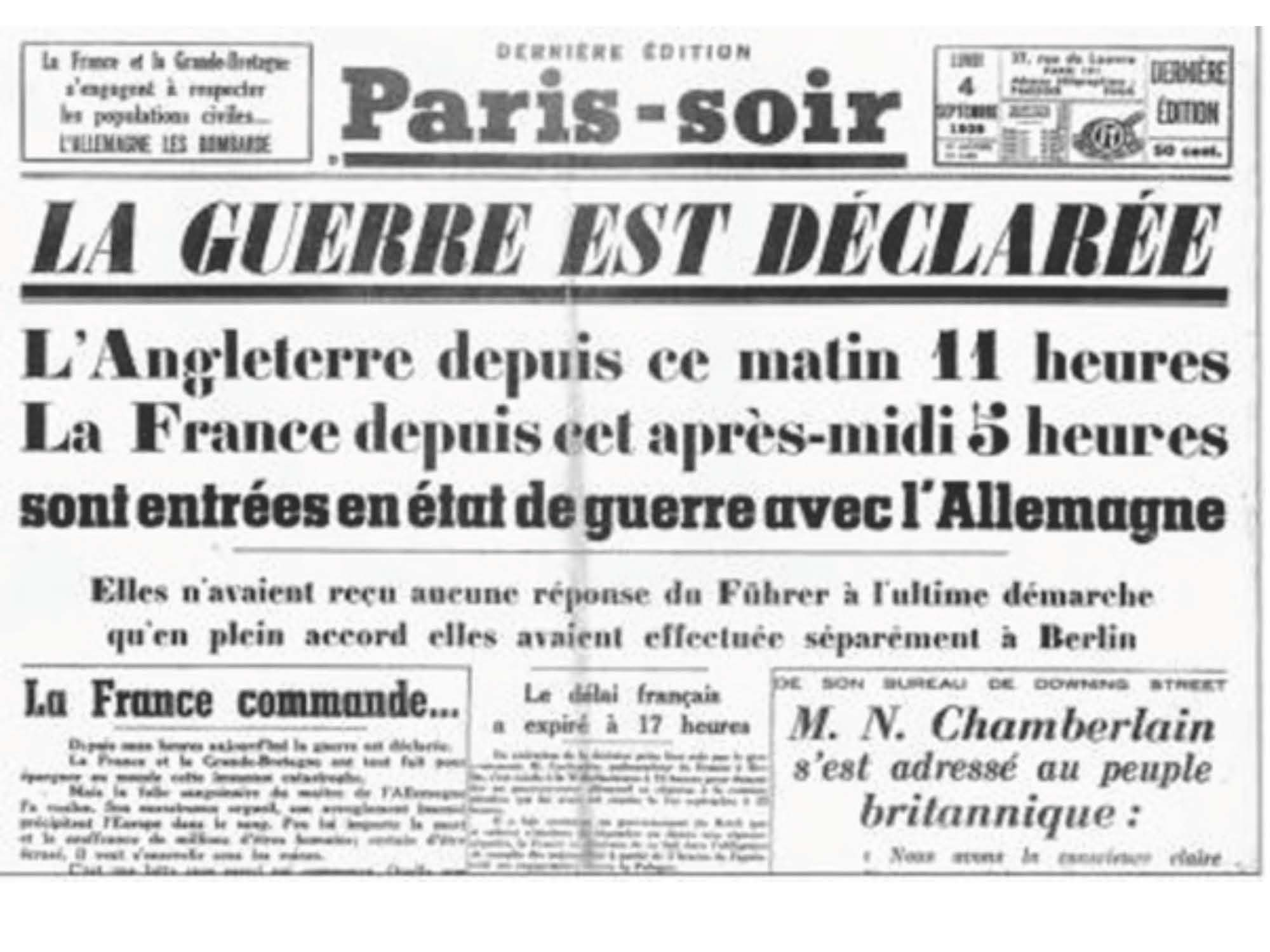
Primeira página do jornal francês Paris-Soir, "França Declara Guerra à Alemanha", 3 de setembro de 1939

A França e o Reino Unido declararam guerra à Alemanha em 3 de setembro, mas não forneceram nenhum apoio significativo a Polônia. A fronteira franco-alemã viu apenas algumas escaramuças menores, e a maioria das forças alemãs, incluindo 85% das forças blindadas, estavam engajadas na Polônia. Apesar de alguns sucessos poloneses em batalhas de fronteira menores, a superioridade técnica, operacional e numérica alemã forçou o Exército Polonês a recuar das fronteiras em direção a Varsóvia e Lwów. A Luftwaffe ganhou superioridade aérea no início da campanha. Ao destruir as comunicações, a Luftwaffe aumentou o ritmo do avanço que invadiu as pistas polonesas e locais de alerta antecipado, causando problemas logísticos para os poloneses. Muitas unidades da Força Aérea Polaca ficaram sem suprimentos e 98 aviões se retiraram para a Romênia neutra. A força polonesa inicial de 400 aviões foi reduzida para 54 em 14 de setembro e a resistência aérea praticamente cessou, com as principais bases aéreas polonesas destruídas durante as primeiras 48 horas da guerra.

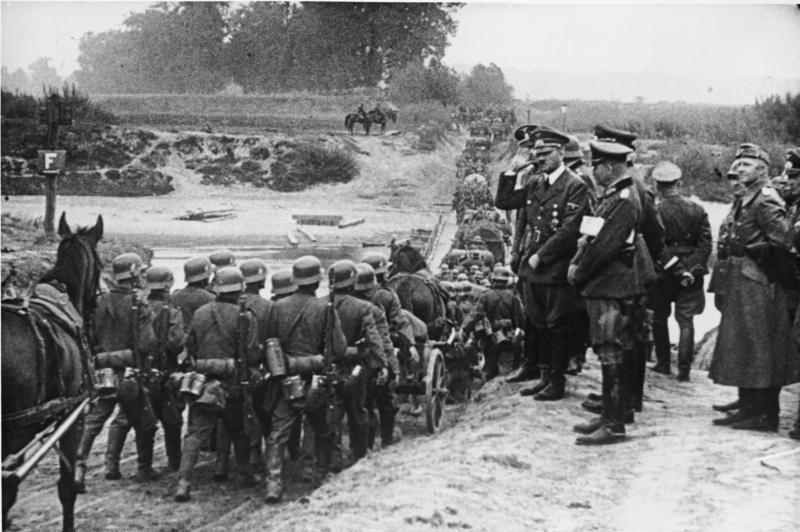
Adolf Hitler observando soldados alemães marcharem para a Polônia em setembro de 1939

A Alemanha atacou de três direções por terra. Günther von Kluge liderou 20 divisões que entraram no Corredor Polonês e encontraram uma segunda força rumo a Varsóvia vinda da Prússia Oriental. As 35 divisões de Gerd von Rundstedt atacaram o sul da Polônia. Em 3 de setembro, quando von Kluge, no norte, alcançou o Rio Vístula, estavam a cerca de 10 km da fronteira alemã, e Georg von Küchler estava se aproximando do Rio Narew, os blindados de Walther von Reichenau já estava além do Rio Varta. Dois dias depois, sua ala esquerda estava bem na retaguarda de Łódź e sua ala direita na cidade de Kielce. Em 7 de setembro, os defensores de Varsóvia recuaram para uma linha a 48 km paralela ao Rio Vístula, onde se reuniram contra ataques aos tanques alemães. A linha defensiva ia de Płońsk a Pułtusk, respectivamente a noroeste e nordeste de Varsóvia. A ala direita dos poloneses havia sido repelida de Ciechanów, cerca de 40 km a noroeste de Pułtusk, e estava indo para Płońsk. Em determinado momento, os poloneses foram expulsos de Pułtusk e os alemães ameaçaram virar o flanco polonês e avançar para o Rio Vístula e Varsóvia. Pułtusk, no entanto, foi recuperado em face do devastador fogo alemão. Muitos tanques alemães foram capturados depois que um ataque alemão perfurou a linha, mas os defensores poloneses os flanquearam. Em 8 de setembro, um dos corpos blindados de Reichenau, tendo avançado 225 km durante a primeira semana da campanha, chegou aos arredores de Varsóvia. Divisões leves à direita de Reichenau estavam no Rio Vístula entre Varsóvia e a cidade de Sandomierz em 9 de setembro, e Wilhelm List, no sul, ficava no Rio San ao norte e ao sul da cidade de Przemyśl. Ao mesmo tempo, Heinz Guderian liderou seus tanques do 3.º Exército através do Rio Narew, atacando a linha do Rio Bug Ocidental que já circundava Varsóvia. Todos os exércitos alemães progrediram no cumprimento de suas partes do plano.
As tropas de Hitler fazem, durante esta invasão, amplo uso de Pervitin, uma metanfetamina recentemente descoberta, e que possibilita o movimento constante das tropas, que já não sentem necessidade de dormir durante vários dias. Mais tarde a droga seria usada também, desta vez oficialmente distribuída, nas invasões de França e da URSS.
Os exércitos poloneses se dividiram em fragmentos não coordenados, alguns dos quais recuaram enquanto outros lançavam ataques desconexos às colunas alemãs mais próximas.

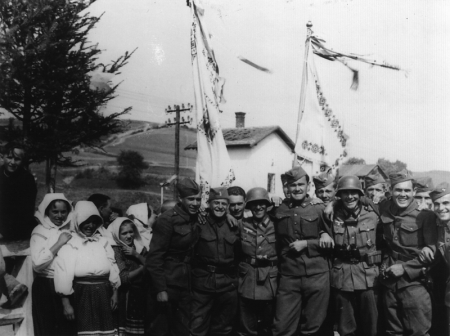
Soldados alemães e eslovacos alegres marchando com um grupo de Lemkos locais em Komańcza, setembro de 1939

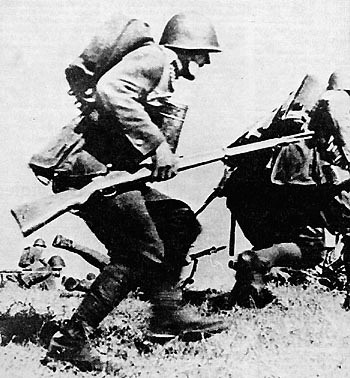
Infantaria polonesa em ataque

As forças polonesas abandonaram as regiões de Pomerélia (o Corredor Polonês), Grande Polônia e Voivodia da Silésia na primeira semana. O plano polonês de defesa da fronteira foi um fracasso total. O avanço alemão, como um todo, não foi retardado. Em 10 de setembro, o comandante-em-chefe polonês, marechal Edward Rydz-Śmigły, ordenou uma retirada geral para o sudeste, em direção à cabeça de ponte romena. Enquanto isso, os alemães estavam aumentando seu cerco às forças polonesas a oeste do Rio Vístula (na área de Łódź e, ainda mais a oeste, em torno de Posnânia) e penetrando profundamente no leste da Polônia. Varsóvia, que sofreu pesados bombardeios aéreos desde as primeiras horas da guerra, foi atacada em 9 de setembro e sitiada em 13 de setembro. Por volta dessa altura, as forças alemãs avançadas também alcançaram Lwów, uma grande cidade no leste da Polônia, e 1 150 aviões alemãs bombardearam Varsóvia em 24 de setembro.
O plano defensivo polonês exigia uma estratégia de cerco. Isso permitiria que os alemães avançassem entre dois grupos do Exército Polonês na linha entre Berlim e Varsóvia-Łódź, o Exército Prusy então avançaria e repeliria a ponta de lança alemã, prendendo-a. Para que isso acontecesse, o Exército Prusy precisava ser totalmente mobilizado até 3 de setembro. No entanto, os planejadores militares poloneses não conseguiram prever a velocidade do avanço alemão e presumiram que o Exército Prusy precisaria ser totalmente mobilizado até 16 de setembro.

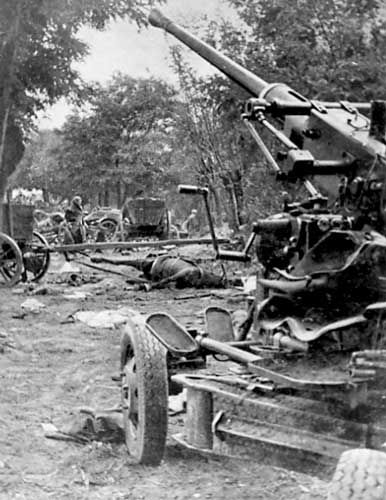
Coluna bombardeada do Exército Polonês durante a Batalha de Bzura

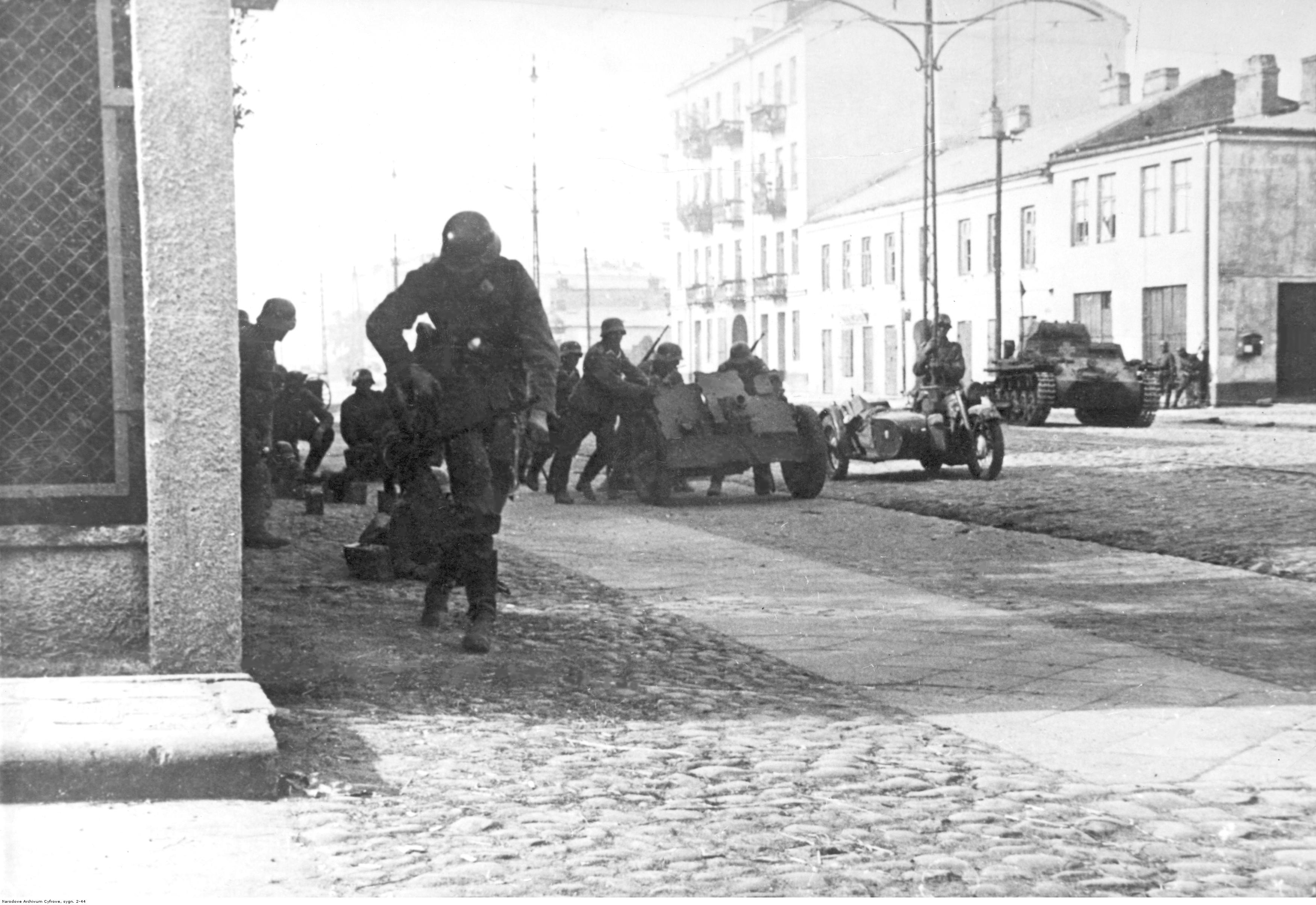
Tropas alemãs durante os combates nas ruas de Varsóvia

A maior batalha durante esta campanha, a Batalha de Bzura, ocorreu perto do Rio Bzura, a oeste de Varsóvia, e durou de 9 a 19 de setembro. Os exércitos poloneses Poznań e Pomorze, recuando da área de fronteira do Corredor Polonês, atacaram o flanco do 8.º Exército Alemão em avanço, mas o contra-ataque falhou, apesar de um sucesso inicial. Após a derrota, a Polônia perdeu a capacidade de tomar a iniciativa e contra-atacou em grande escala. O poder aéreo alemão foi fundamental durante a batalha. A ofensiva da Luftwaffe quebrou o que restava da resistência polonesa em uma "impressionante demonstração de poder aéreo". A Luftwaffe destruiu rapidamente as pontes sobre o Rio Bzura. Então, as forças polonesas ficaram presas a céu aberto e foram atacadas por onda após onda de Stukas, lançando bombas leves de 50 kg, que causaram um grande número de vítimas. As baterias antiaéreas polonesas ficaram sem munição e se retiraram para as florestas, mas foram destruídas pelos Heinkel He 111 e Dornier Do 17, lançando bombas incendiárias de 100 kg. A Luftwaffe deixou o exército com a tarefa de limpar os sobreviventes. Só as divisões Schlachtgeschwaders lançaram 388 toneladas de bombas durante a batalha.
Em 12 de setembro, toda a Polônia a oeste do Rio Vístula havia sido conquistada, exceto a isolada Varsóvia. O governo polonês, liderado pelo presidente Ignacy Mościcki, e o alto comando, liderado pelo marechal Edward Rydz-Śmigły, deixaram Varsóvia nos primeiros dias da campanha e se dirigiram para o sudeste, chegando a Lublin em 6 de setembro. De lá, se deslocaram em 9 de setembro para Kremenez e, em 13 de setembro, para Zaleshiki, na fronteira com a Romênia. Rydz-Śmigły ordenou que as forças polonesas recuassem na mesma direção, atrás dos rios Vístula e San, iniciando os preparativos para a defesa da área da cabeça de ponte romena.

### Invasão soviética

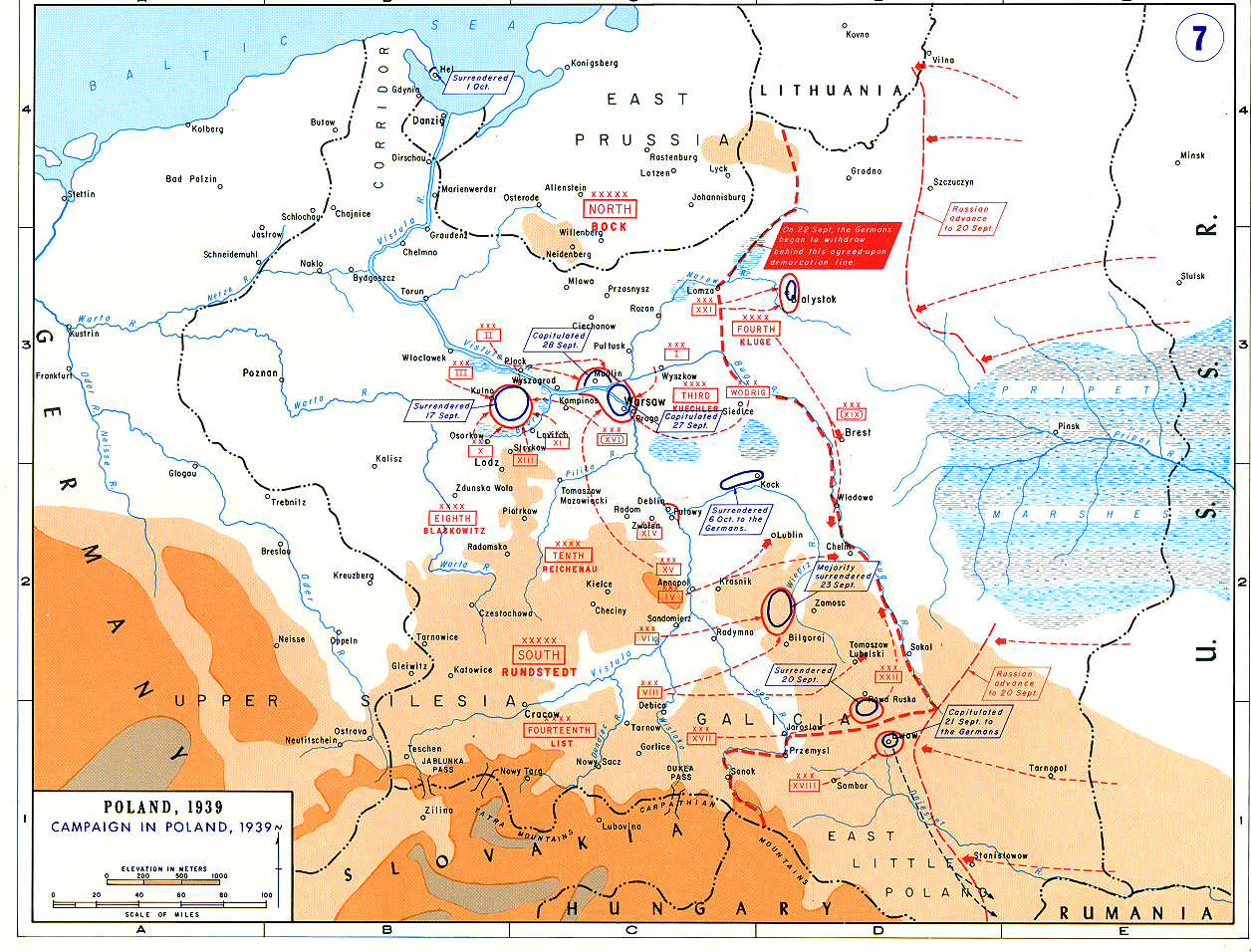
Disposição de todas as tropas após a invasão soviética

Desde o início, o governo alemão perguntou repetidamente a Viatcheslav Molotov se a União Soviética cumpriria a  sua parte no acordo da divisão. As forças soviéticas mantiveram-se firmes ao longo de seus pontos de invasão designados, aguardando a finalização da guerra não declarada de cinco meses com o Império do Japão no Extremo Oriente, o fim bem-sucedido do conflito para a União Soviética, que ocorreu nas Batalhas de Khalkhin Gol. Em 15 de setembro de 1939, Molotov e Shigenori Tōgō concluíram seu acordo que encerrou o conflito, e o cessar-fogo de Nomonhan entrou em vigor em 16 de setembro de 1939. Agora livre de qualquer ameaça de "segunda frente" dos japoneses, o primeiro-ministro soviético Josef Stalin ordenou que suas forças entrassem na Polônia em 17 de setembro. Foi acordado que os soviéticos abririam mão de seus interesses nos territórios entre a nova fronteira e Varsóvia em troca da inclusão da Lituânia na "zona de interesse" soviética.
Em 17 de setembro, a defesa polonesa já havia sido derrotada e a única esperança era recuar e se reorganizar ao longo da cabeça de ponte romena. No entanto, os planos se tornaram obsoletos quase da noite para o dia, quando mais de 800 000 homens do Exército Vermelho Soviético entraram e criaram as frentes bielorrussa e ucraniana depois de invadirem as regiões orientais da Polônia, em violação do Tratado de Paz de Riga, Pacto de Não-Agressão Soviético-Polonês e outros tratados internacionais, tanto bilaterais como multilaterais. A diplomacia soviética mentiu que estava "protegendo as minorias ucranianas e bielorussas do leste da Polônia visto que o governo polonês abandonou o país e o estado polonês deixou de existir".

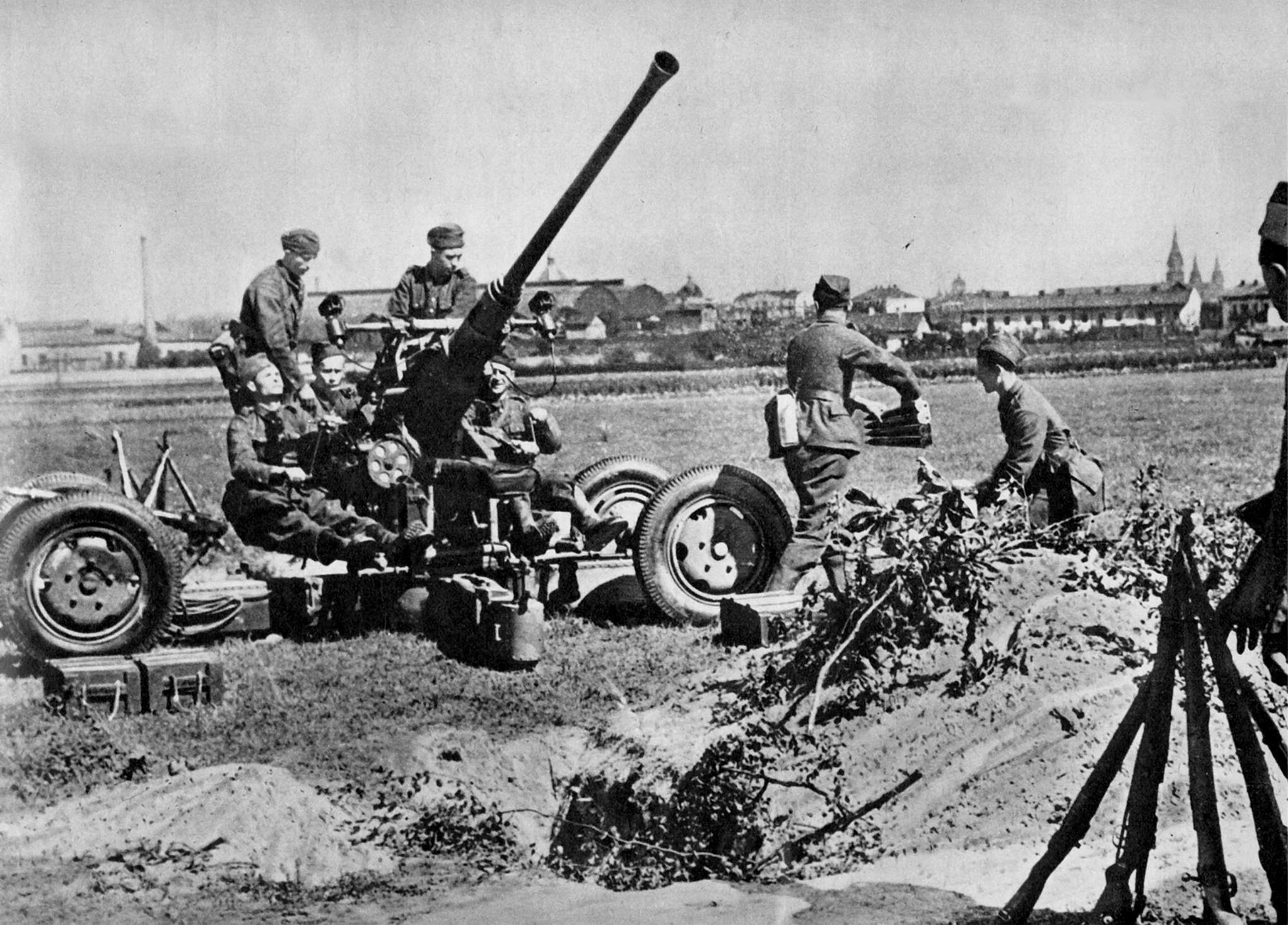
Artilharia antiaérea polonesa em Leópolis, 1939

As forças de defesa da fronteira polonesa no leste, conhecidas como Korpus Ochrony Pogranicza, tinham cerca de 25 batalhões. Edward Rydz-Śmigły ordenou que eles recuassem e não enfrentassem os soviéticos. Isso, no entanto, não evitou alguns confrontos e pequenas batalhas, como a Batalha de Hrodna, quando soldados e moradores tentaram defender a cidade. Os soviéticos executaram vários oficiais poloneses, incluindo prisioneiros de guerra como o general Józef Olszyna-Wilczyński. A Organização dos Nacionalistas Ucranianos se levantou contra os poloneses e os partisans comunistas organizaram revoltas locais, roubando e matando civis. Esses movimentos foram rapidamente disciplinados pelo NKVD. A invasão soviética foi um dos fatores decisivos que convenceu o governo polonês de que a guerra na Polônia estava perdida. Antes do ataque soviético vindo do leste, o plano dos militares poloneses previa uma defesa de longo prazo contra a Alemanha Nazista no sudeste da Polônia e aguardava apoio de um ataque dos Aliados Ocidentais na fronteira oeste da Alemanha. No entanto, o governo polonês se recusou a se render ou negociar a paz com a Alemanha. Em vez disso, ordenou que todas as unidades evacuassem a Polônia e se reorganizassem na França.

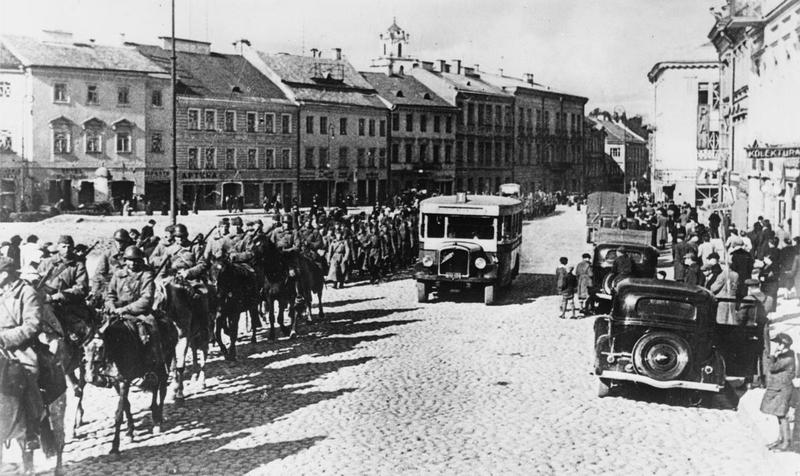
O Exército Vermelho entra na capital da província de Wilno durante a invasão soviética, 19 de setembro de 1939

Enquanto isso, as forças polonesas tentaram se mover em direção à área da cabeça da ponte romena, ainda resistindo ativamente à invasão alemã. De 17 a 20 de setembro, os exércitos poloneses Kraków e Lublin foram paralisados na Batalha de Tomaszów Lubelski, a segunda maior batalha da campanha. Lwów capitulou em 22 de setembro por causa da intervenção soviética; a cidade havia sido atacada pelos alemães mais de uma semana antes e, no meio do cerco, as tropas alemãs entregaram as operações aos seus aliados soviéticos. Apesar de uma série de ataques alemães cada vez mais intensos, Varsóvia, protegida por unidades em retirada rapidamente reorganizadas, voluntários civis e milícias, resistiram até 28 de setembro. A Fortaleza de Modlin ao norte de Varsóvia capitulou em 29 de setembro, após uma batalha intensa de 16 dias. Algumas guarnições polonesas isoladas conseguiram manter suas posições muito depois de terem sido cercadas pelas forças alemãs. O enclave da pequena guarnição de Westerplatte capitulou em 7 de setembro e a guarnição de Oksywie se manteve até 19 de setembro; a Fortificado Área de Hel foi defendida até 2 de outubro. Na última semana de setembro, Adolf Hitler fez um discurso em Danzigue e disse:
Nesse ínterim, a União Soviética sentiu-se motivada, por sua vez, a marchar pela proteção dos interesses do povo russo branco e ucraniano na Polônia. Percebemos agora que no Reino Unido e na França esta cooperação alemã e soviética é considerada um crime terrível. Um inglês até escreveu que é pérfido, bem, os ingleses deveriam saber. Eu acredito que o Reino Unido considera esta cooperação pérfida porque a cooperação do Reino Unido democrático com a União Soviética bolchevique falhou, enquanto a tentativa da Alemanha Nacional-Socialista com a União Soviética teve sucesso. A Polônia nunca mais se levantará na forma do Tratado de Versalhes. Isso é garantido não apenas pela Alemanha, mas também pela União Soviética. – Adolf Hitler, 19 de setembro de 1939
Apesar da vitória polonesa na Batalha de Szack (os soviéticos mais tarde executaram todos os oficiais e sargentos que haviam capturado), o Exército Vermelho alcançou a linha dos rios Narew, Bug Ocidental, Vístula e San em 28 de setembro, em muitos casos encontrando unidades alemãs que avançavam da outra direção. Os defensores poloneses na Península de Hel, na costa do Mar Báltico, resistiram até 2 de outubro. A última unidade operacional do Exército Polonês, Samodzielna Grupa Operacyjna "Polesie" do general Franciszek Kleeberg, se rendeu após a Batalha de Kock de quatro dias perto de Lublin em 6 de outubro, marcando o fim da Campanha de Setembro.

### Mortes de civis
A Campanha Polonesa foi a primeira ação de Adolf Hitler em sua tentativa de criar o Lebensraum (espaço vital) para os alemães. A propaganda nazi foi um dos fatores por trás da brutalidade alemã sobre os civis, que trabalhou incansavelmente para convencer os alemães  que judeus e eslavos eram Untermenschen (subumanos).

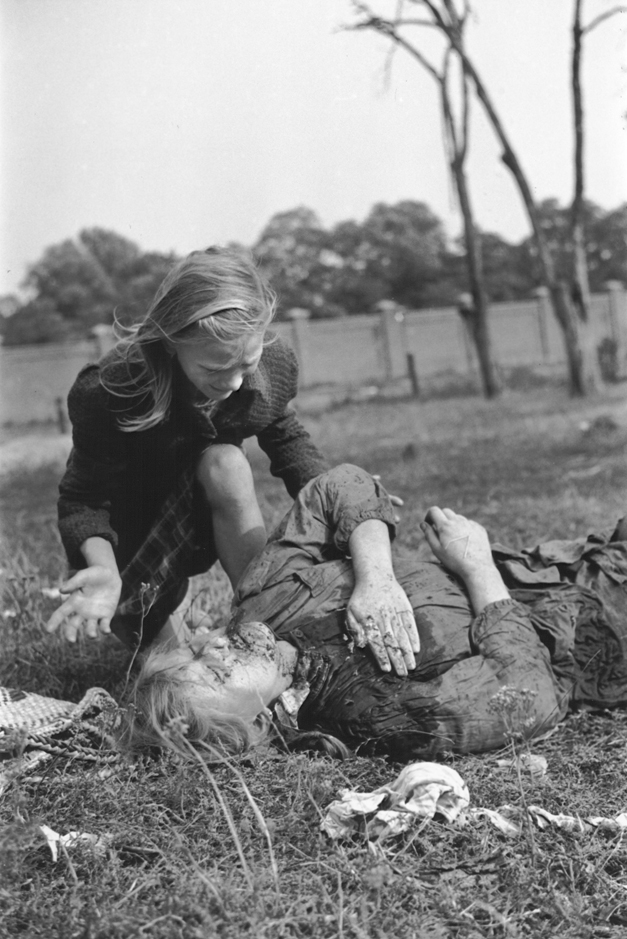
Uma menina chora sobre o corpo de sua irmã de 14 anos que foi morta em um ataque aéreo da Luftwaffe

Desde o primeiro dia da invasão, a Força Aérea Alemã (a Luftwaffe) atacou alvos civis e colunas de refugiados ao longo das estradas para aterrorizar o povo polonês, interromper as comunicações e baixar o moral polonês. A Luftwaffe matou de 6 000 a 7 000 civis poloneses durante o bombardeio de Varsóvia.
A invasão alemã viu atrocidades cometidas contra homens, mulheres e crianças poloneses. As forças alemãs (tanto a SS quanto a Wehrmacht regular) assassinaram dezenas de milhares de civis poloneses (como a 1.ª Divisão SS Leibstandarte SS Adolf Hitler foi notória durante a campanha por incendiar vilas e cometer atrocidades em várias cidades polonesas, incluindo massacres em Błonie, Złoczew, Bolesławiec, Torzeniec, Goworowo, Mława e Włocławek).
Um destino particular estava reservado às meninas e mulheres polacas que tinham sobrevivido aos bombardeamentos iniciais sobre a Polónia. Aconteceram  violações em massa contra mulheres e meninas polacas, que a seguir eram executadas. Além disso, um grande número de mulheres polacas foi rotineiramente capturado com o fim de as forçar à prostituição  nos bordéis militares alemães.   Rusgas nazis em muitas cidades polacas capturavam mulheres jovens, depois obrigadas a trabalhar nos bordéis frequentados por soldados e oficiais alemães . Meninas com apenas 15 anos de idade, que foram classificadas como "aptas para o trabalho agrícola na Alemanha", foram exploradas sexualmente por soldados alemães nos seus locais de destino.
Do lado soviético, factos semelhantes se passavam. A questão, com os soldados russos a violar até as mulheres dos seus supostos aliados. teria sido levantada junto de Estaline, que não percebeu que não se compreendesse que ""um soldado, que atravessou milhares de quilómetros entre sangue, fogo e morte, se divertisse com uma mulher ou se apoderasse de alguma bagatela".
Durante a Operação Tannenberg, uma campanha de limpeza étnica organizada por vários elementos do governo alemão, dezenas de milhares de civis poloneses foram fuzilados em 760 locais de execução em massa pelos Einsatzgruppen.
Ao todo, as perdas civis da população polonesa atingiram cerca de 150 000 a 200 000. Cerca de 1 250 civis alemães também foram mortos durante a invasão. (Além disso, 2 000 morreram lutando contra as tropas polonesas como membros das forças da milícia alemã, como os Volksdeutscher Selbstschutz, que era uma Quinta-coluna durante a invasão.)

## Consequências

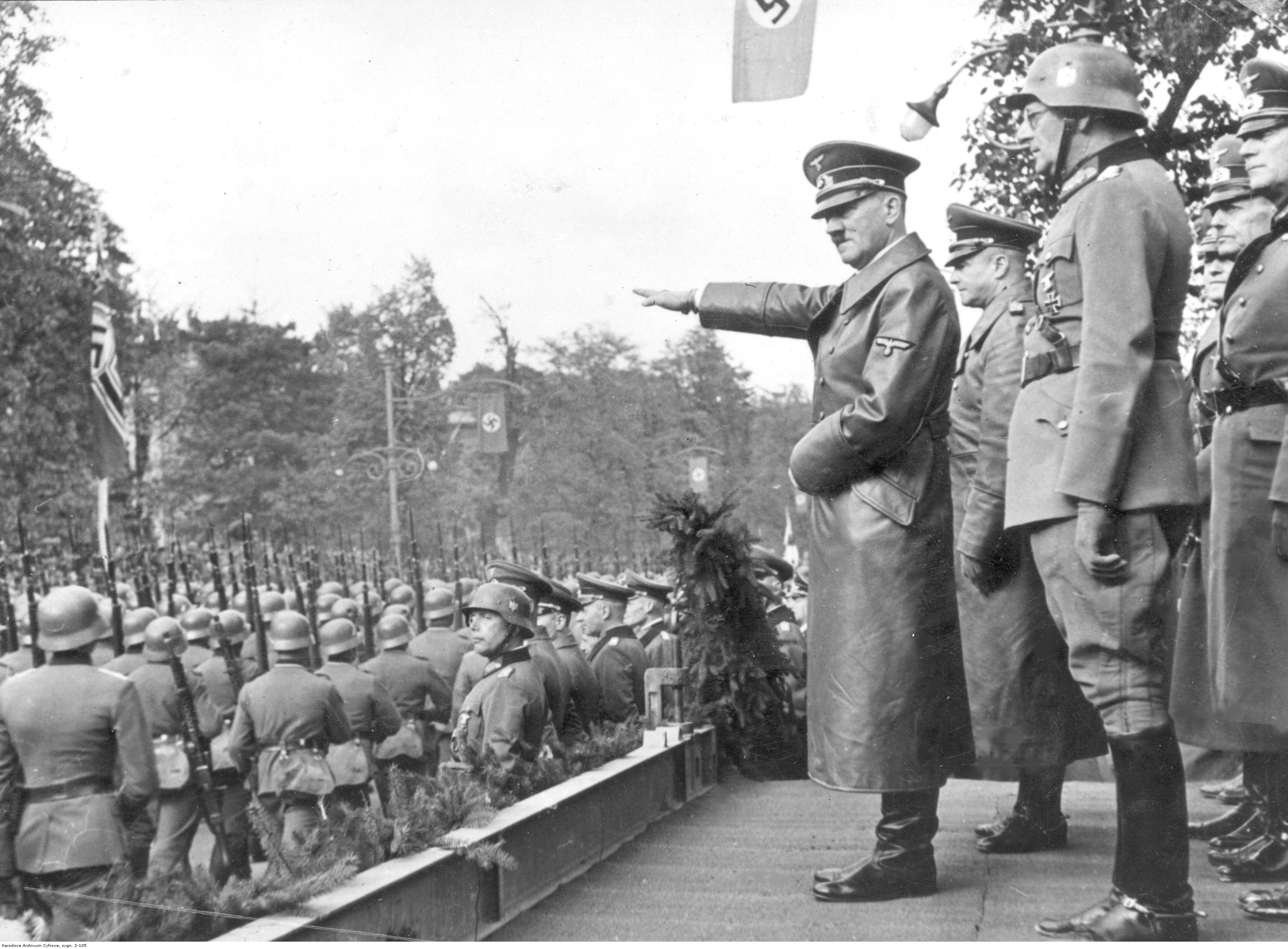
Adolf Hitler participando de um desfile de vitória da Wehrmacht em Varsóvia em 5 de outubro de 1939

John Gunther escreveu em dezembro de 1939 que "os polacos foram mal conduzidos, isolados de toda a assistência, e lamentavelmente incompetentes; mesmo assim, a campanha alemã foi uma obra-prima. Nada de parecido foi alguma vez visto na história militar".

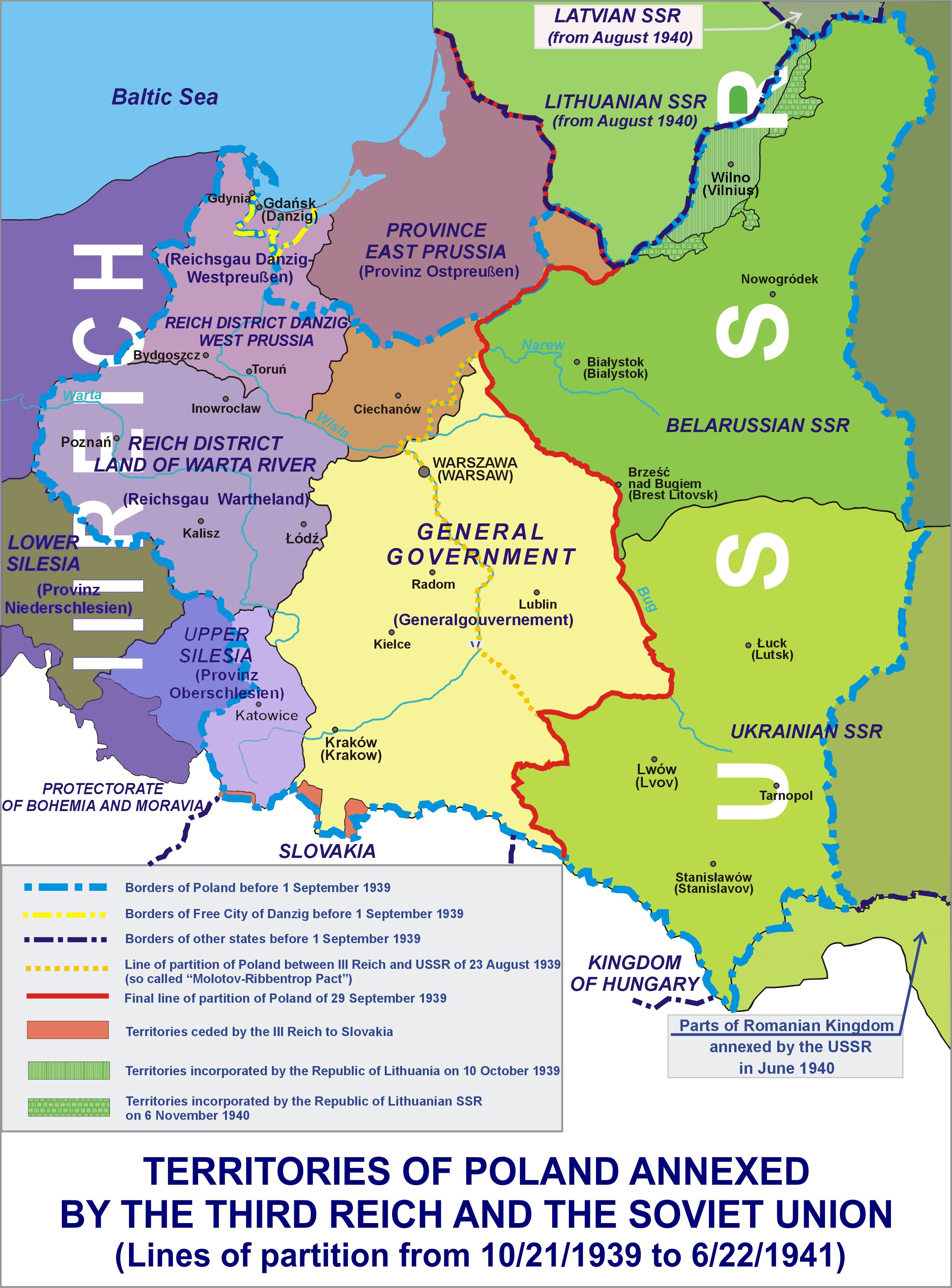
Quarta Partição da Polónia - após o Pacto Molotov-Ribbentrop; divisão dos territórios polacos nos anos 1939-1941 antes da Operação Barbarossa

O país foi dividido entre a Alemanha Nazista e a União Soviética. A Eslováquia recuperou os territórios conquistados pela Polônia no outono de 1938. A Lituânia recebeu a cidade de Vilnius e seus arredores em 28 de outubro de 1939 da União Soviética. Em 8 e 13 de setembro de 1939, o distrito militar alemão na área de Posnânia, comandado pelo general Alfred von Vollard-Bockelberg, e a Prússia Ocidental, comandada pelo general Walter Heitz, foram estabelecidos nas conquistadas Grande Polônia e Pomerélia, respectivamente. Com base nas leis de 21 de maio de 1935 e 1 de junho de 1938, os militares alemães delegaram poderes administrativos civis aos Chefes da Administração Civil (CdZ). Adolf Hitler nomeou Arthur Greiser para se tornar o CdZ do distrito militar de Posnânia, e o Gauleiter Albert Forster de Danzigue para se tornar o CdZ do distrito militar da Prússia Ocidental. Em 3 de outubro de 1939, os distritos militares centralizados e nomeados "Lodz" e "Krakau" foram estabelecidos sob o comando dos grandes generais Gerd von Rundstedt e Wilhelm List, e Hitler nomeou Hans Frank e Arthur Seyss-Inquart como chefes civis, respectivamente. Assim, toda a Polônia ocupada foi dividida em quatro distritos militares (Prússia Ocidental, Posnânia, Lodz e Krakau). Frank foi ao mesmo tempo nomeado "administrador-chefe-supremo" para todos os territórios ocupados. Em 28 de setembro, outro protocolo secreto alemão-soviético modificou os arranjos de agosto: toda a Lituânia foi transferida para a esfera de influência soviética; em troca, a linha divisória na Polônia foi movida em favor da Alemanha, para o leste, em direção ao Rio Bug Ocidental. Em 8 de outubro, a Alemanha anexou formalmente as partes ocidentais da Polônia com Greiser e Forster como Reichsstatthalter, enquanto as partes centro-sul eram administradas como o Governo Geral liderado por Frank.

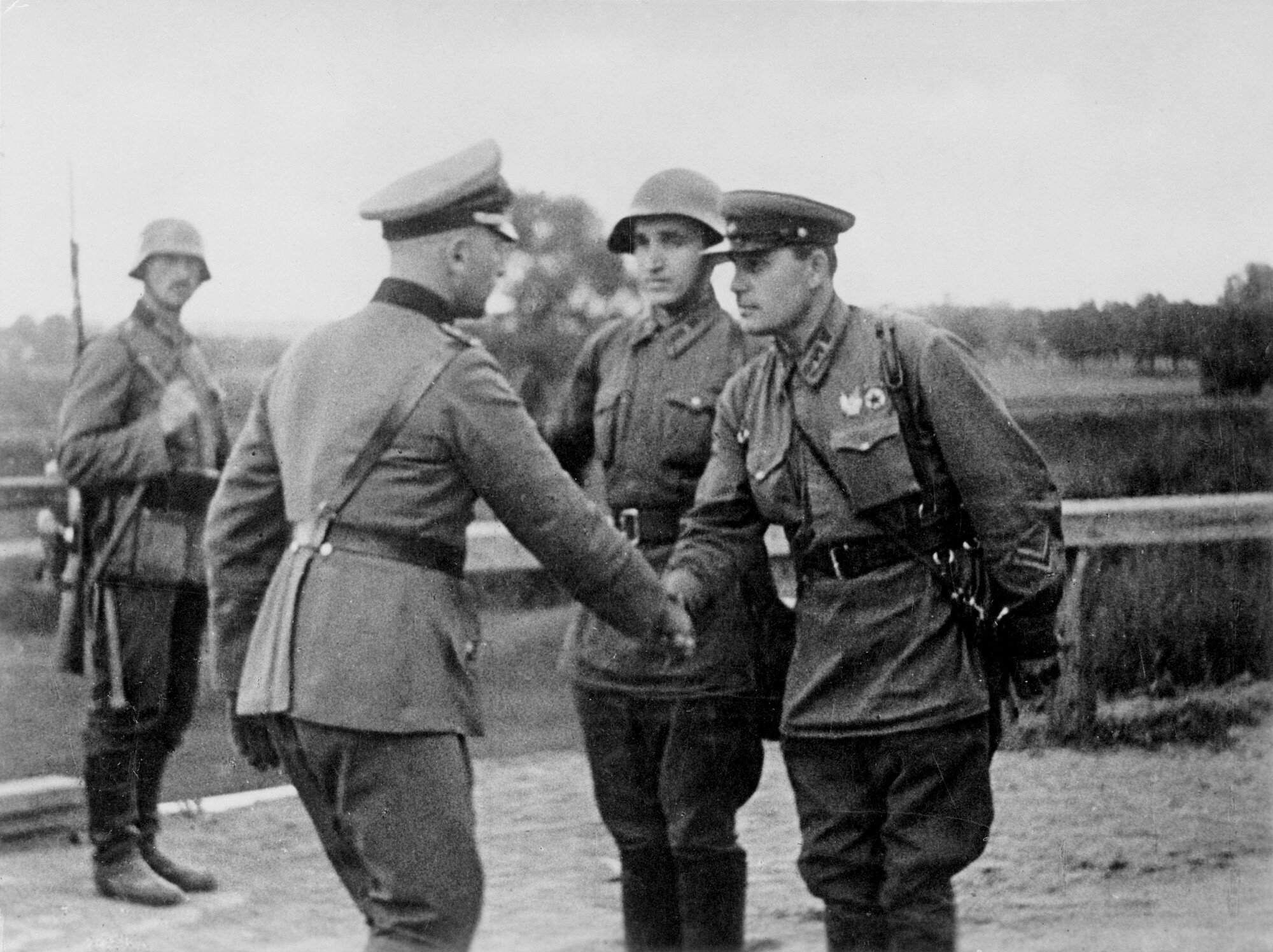
Tropas alemãs e soviéticas apertando as mãos após a invasão

Mesmo que as barreiras de água separassem a maioria das esferas de interesse, as tropas soviéticas e alemãs se encontraram em várias ocasiões. O evento mais notável desse tipo ocorreu em Brest-Litovsk em 22 de setembro. O XIX Corpo de Exército alemão, comandado pelo general Heinz Guderian, ocupou a cidade, que estava dentro da esfera de interesse soviética. Quando a 29.ª Brigada de Tanques soviética (comandada por Semyon Krivoshein) se aproximou, os comandantes concordaram que as tropas alemãs se retirariam e as tropas soviéticas entrariam na cidade, saudando-se mutuamente. Em Brest-Litovsk, os comandantes soviéticos e alemães realizaram um desfile de vitória conjunta antes que as forças alemãs se retirassem para o oeste atrás de uma nova linha de demarcação. Apenas três dias antes, no entanto, as partes tiveram um encontro mais hostil perto de Lwow (Lviv, Lemberg), quando o 137.º Gebirgsjägerregimenter alemão (regimento de infantaria de montanha) atacou um destacamento de reconhecimento da 24.ª Brigada de Tanques soviética; após algumas baixas em ambos os lados, as partes iniciaram as negociações. As tropas alemãs deixaram a área e as tropas do Exército Vermelho entraram em Lviv em 22 de setembro.
O Pacto Molotov-Ribbentrop e a invasão da Polônia marcaram o início de um período durante o qual o governo da União Soviética tentou cada vez mais se convencer de que as ações da Alemanha eram razoáveis e não eram desenvolvimentos para se preocupar, apesar das evidências para o contrário. Em 7 de setembro de 1939, poucos dias depois que a França e o Reino Unido entraram na guerra contra a Alemanha, Josef Stalin explicou a um colega que a guerra era vantajosa para a União Soviética, da seguinte maneira:
Uma guerra está acontecendo entre dois grupos de países capitalistas ... pela re-divisão do mundo, pela dominação do mundo! Não vemos nada de errado em terem uma boa luta difícil e enfraquecerem um ao outro ... Hitler, sem entender ou desejar, está abalando e minando o sistema capitalista ... Podemos manobrar, colocar um lado contra o outro para fazê-los lutar um com o outro o mais ferozmente possível ... A aniquilação da Polônia significaria um estado fascista burguês a menos para enfrentar! Qual seria o mal se, como resultado da derrota da Polônia, estendêssemos o sistema socialista a novos territórios e populações?

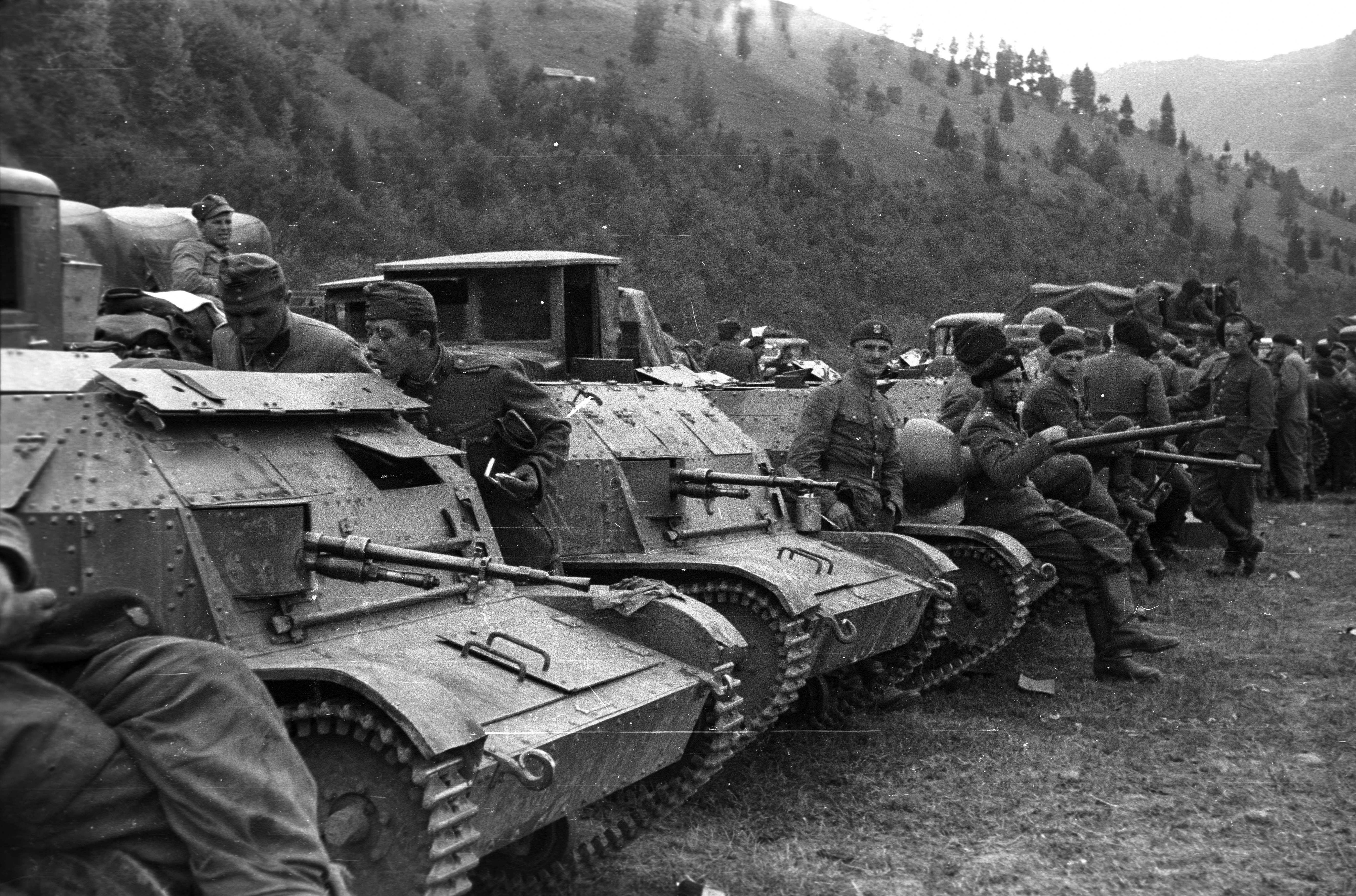
Tropas polonesas se retirando para a Hungria em setembro de 1939

Cerca de 65 000 soldados poloneses foram mortos na luta, com 420 000 outros sendo capturados pelos alemães e 240 000 ou mais pelos soviéticos (para um total de 660 000 prisioneiros). Até 120 000 soldados poloneses escaparam para a Romênia neutra (através da cabeça de ponte romena e Hungria), e outros 20 000 para a Letônia e a Lituânia, com a maioria finalmente indo para a França ou Reino Unido. A maior parte da Marinha da Polônia também conseguiu evacuar para o Reino Unido. As perdas alemãs foram menores do que seus inimigos (c. 16 000 mortos).

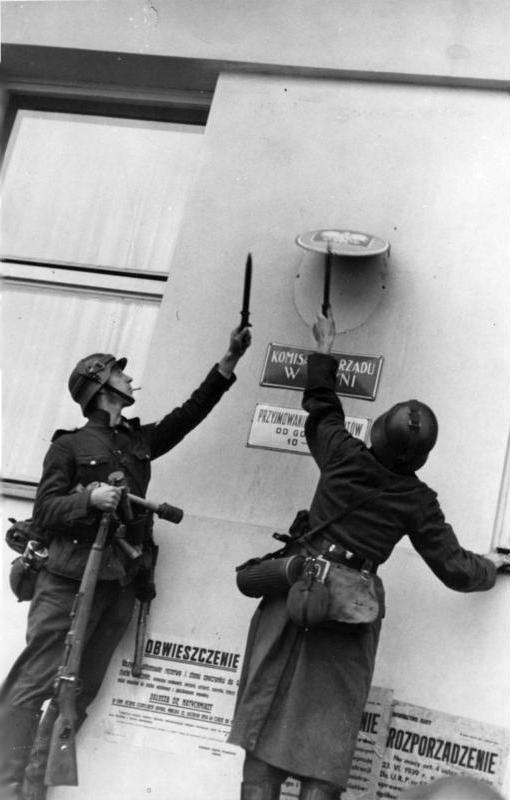
Soldados alemães removendo insígnias do governo polonês

Nenhuma das partes no conflito, Alemanha, os Aliados Ocidentais ou a União Soviética, esperavam que a invasão alemã da Polônia levasse a uma guerra que superaria a Primeira Guerra Mundial em sua escala e custo. Passaram-se meses até que Hitler percebesse a futilidade de suas tentativas de negociação de paz com o Reino Unido e a França, mas a culminação dos conflitos combinados na Europa e no Pacífico resultariam no que foi realmente uma "guerra mundial". Assim, o que não foi visto pela maioria dos políticos e generais em 1939 fica claro do ponto de vista histórico: A Campanha Polonesa de Setembro marcou o início de uma guerra pan-europeia, que combinada com a invasão japonesa da China em 1937 e a Guerra do Pacífico em 1941 para formar o conflito global conhecido como Segunda Guerra Mundial.
A invasão da Polônia levou o Reino Unido e a França a declarar guerra à Alemanha em 3 de setembro. No entanto, eles fizeram pouco para afetar o resultado da Campanha de Setembro. Nenhuma declaração de guerra foi emitida pelo Reino Unido e França contra a União Soviética. Essa falta de ajuda direta levou muitos poloneses a acreditar que haviam sido traídos por seus Aliados Ocidentais. O secretário de Relações Exteriores, Edward Wood, disse que eles só eram obrigados a declarar guerra à Alemanha devido à primeira cláusula do Acordo Anglo-Polonês em 1939.
A atitude diferente dos aliados anglo-franceses da Polônia em relação à Alemanha Nazista e à União Soviética foi discutida nessa época, por exemplo, pelo futuro chefe do governo britânico, Winston Churchill:
Os soviéticos foram culpados de traição grosseira durante as negociações recentes, mas a exigência do marechal Kliment Vorochilov de que os exércitos soviéticos, se fossem aliados da Polônia, ocupassem Vilnius e Lvov era uma exigência militar perfeitamente razoável. Foi rejeitado pela Polônia, cujos argumentos, apesar da sua naturalidade, não podem ser considerados satisfatórios à luz dos acontecimentos atuais. Como resultado, a União Soviética assumiu as mesmas posições que um inimigo da Polônia que poderia ter tomado como um amigo muito duvidoso e suspeito. A diferença na verdade não é tão grande quanto pode parecer. Os soviéticos mobilizaram uma força muito grande e mostraram que eram capazes de se mover rapidamente e para longe de suas posições anteriores à guerra. Eles agora fazem fronteira com a Alemanha, e esta é completamente incapaz de expor a Frente Oriental. Um grande exército alemão terá que ser deixado para monitorá-lo. Pelo que eu sei, o General Hamelin estima sua força em pelo menos 20 divisões, mas pode muito bem haver 25 ou até mais. Portanto, a Frente Oriental existe potencialmente.
A União Soviética segue uma política fria de seus próprios interesses. Preferiríamos que os exércitos soviéticos permanecessem em suas posições atuais como amigos e aliados da Polônia, em vez de invasores. Mas para proteger a Rússia da ameaça nazista, era claramente necessário que os exércitos soviéticos estivessem nessa linha. Em todo caso, essa linha existe e, consequentemente, foi criada a Frente Oriental, que a Alemanha Nazista não se atreverá a atacar...
Em 23 de maio de 1939, Hitler explicou a seus oficiais que o objeto da agressão não era Danzigue, mas a necessidade de obter o Lebensraum e os detalhes desse conceito seriam posteriormente formulados no infame Generalplan Ost. A invasão dizimou áreas residenciais urbanas, os civis logo se tornaram indistinguíveis dos combatentes e a futura ocupação alemã (tanto nos territórios anexados quanto no Governo Geral) foi um dos episódios mais brutais da Segunda Guerra Mundial, resultando entre 5,47 milhões e 5,67 milhões de mortes polonesas (cerca de um sexto da população total do país e mais de 90% de sua minoria judia), incluindo o assassinato em massa de 3 milhões de cidadãos poloneses (principalmente judeus como parte da solução final) em campos de extermínio como Auschwitz, em campos de concentração, e em numerosos massacres, em que civis foram presos, levados para uma floresta próxima, fuzilados e depois enterrados, quer estivessem mortos ou não. Entre as 100 000 pessoas assassinadas nas operações do Intelligenzaktion em 1939-1940, aproximadamente 61 000 eram membros da intelectualidade polonesa: estudiosos, clérigos, ex-oficiais e outros, que os alemães identificaram como alvos políticos no livro Sonderfahndungsbuch Polen (ou Livro Especial dos Polacos Procurados), compilado anos antes do início da guerra , com a ajuda de membros da minoria alemã no país. As SS, as Selbstschutz ("unidades de auto-defesa"), assim como a Wehrmacht, conduziram diariamente execuções em massa de polacos, e preferencialmente judeus.

De acordo com o Instituto Polonês de Memória Nacional, a ocupação soviética entre 1939 e 1941 resultou na morte de 150 000 e na deportação de 320 000 cidadãos poloneses, quando todos os que foram considerados perigosos para o regime soviético foram submetidos à sovietização, reassentamento forçado, prisão em campos de trabalho (os Gulags) ou assassinados, como os oficiais poloneses no Massacre de Katyn.[a]

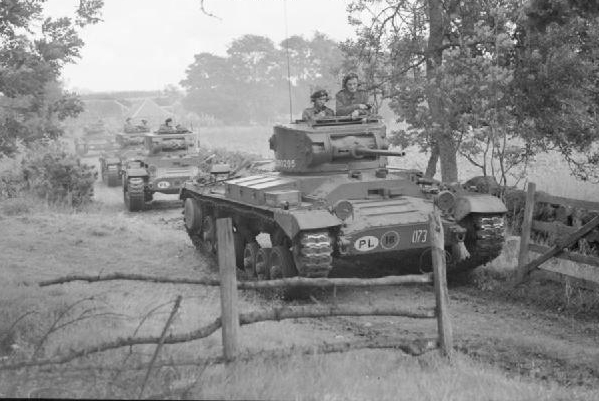
1.º Corpo Polonês em exercício na Escócia em 1941

Desde outubro de 1939, o Exército Polonês que poderia escapar da prisão dos soviéticos ou nazistas dirigia-se principalmente para os territórios britânico e francês. Esses lugares eram considerados seguros, por causa da aliança pré-guerra entre Reino Unido, França e Polônia. Não apenas o governo escapou, mas também o suprimento nacional de ouro foi evacuado via Romênia e levado para o Ocidente, notadamente Londres e Ottawa. Aproximadamente 75 toneladas de ouro foram consideradas suficientes para colocar um exército em campo durante a guerra.

## Relatos de testemunhas oculares
From Lemberg to Bordeaux ('Von Lemberg bis Bordeaux'), escrito por Leo Leixner, jornalista e correspondente de guerra, é um relato em primeira mão das batalhas que levaram à queda da Polônia, Países Baixos e França. Inclui uma rara descrição de uma testemunha ocular da Batalha de Węgierska Górka. Em agosto de 1939, Leixner ingressou na Wehrmacht como repórter de guerra, foi promovido a sargento e, em 1941, publicou suas lembranças. O livro foi originalmente publicado por Franz Eher Nachfolger, a editora central do Partido Nazista.
O jornalista e cineasta americano Julien Bryan visitou a  Varsóvia sitiada em 7 de setembro de 1939, durante o bombardeio alemão. Ele fotografou o início da guerra usando um rolo de filme colorido (Kodachrome) e vários a  preto e branco. Ele fez um filme sobre crimes alemães contra civis durante a invasão. Em cores, ele fotografou soldados poloneses, civis em fuga, casas bombardeadas e um bombardeiro alemão Heinkel He 111 destruído pelo Exército Polonês em Varsóvia. As suas fotos e o filme Siege estão arquivados no Museu Memorial do Holocausto dos Estados Unidos.

## Equívocos
Existem vários equívocos generalizados sobre a Campanha de Setembro na Polônia.

### Combate entre cavalaria polonesa e tanques alemães

Campo de batalha em Krojanty

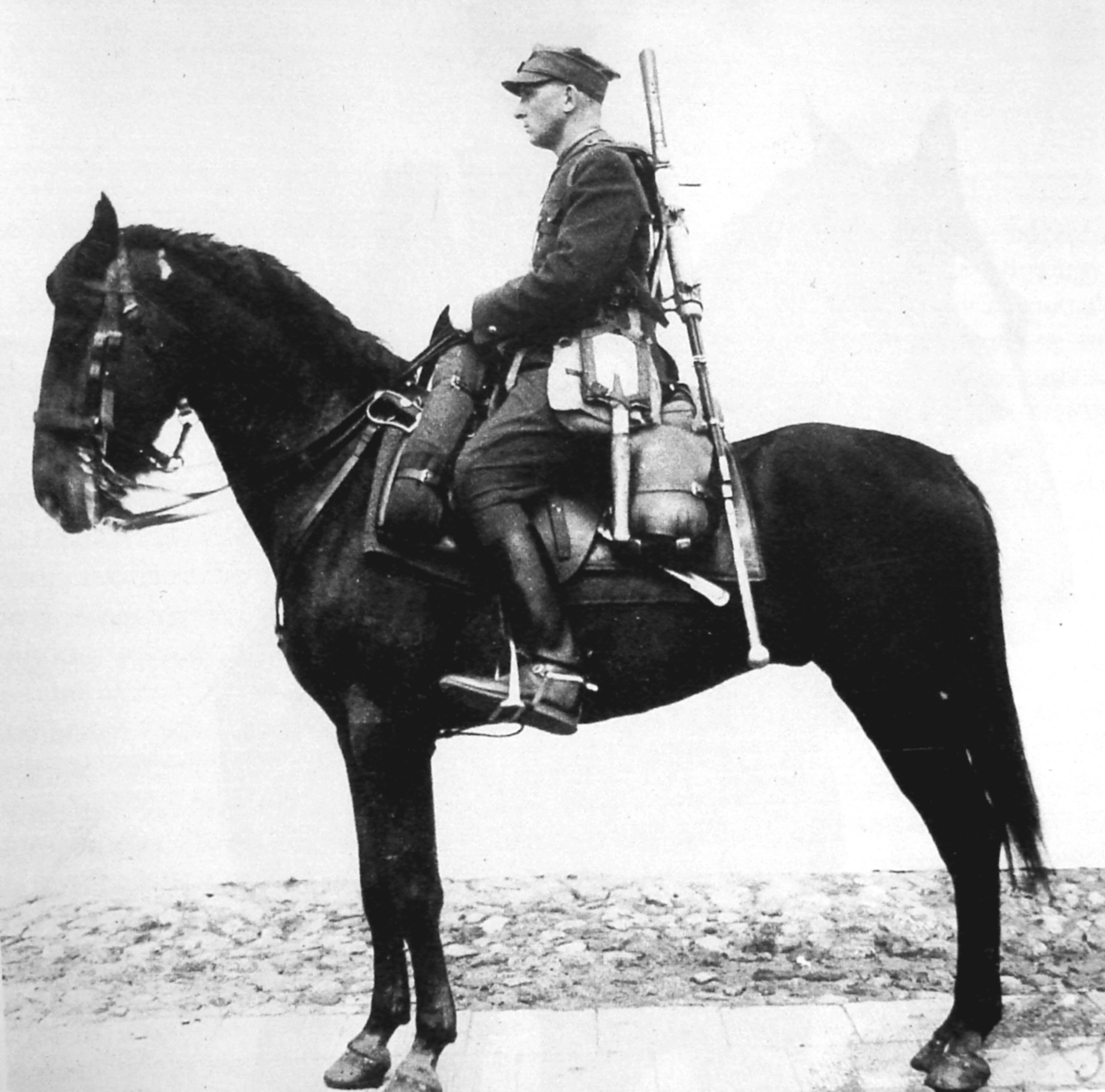
Ulano polonês com Fuzil anti-tanque Wz. 35, 1938

As unidades de cavalaria polonesas não enfrentaram tanques alemães com lanças e espadas. Na Batalha da Floresta de Tuchola em 1 de setembro de 1939, o 18.º Regimento Ulano da Pomerânia foi encarregado de cobrir a retirada da infantaria polonesa. À noite, os ulanos da Pomerânia encontraram contingentes da 20.ª Divisão de Infantaria Alemã do XIX Corpo de Exército de Heinz Guderian. O comandante Kazimierz Mastalerz ordenou um ataque, forçando a 20.ª de Infantaria a se retirar e se dispersar. O combate foi bem-sucedido, pois o avanço alemão foi adiado. No entanto, após a redistribuição, os 18.º Pomeranos sofreram súbitos e intensos tiros de metralhadora de veículos blindados de reconhecimento alemães. Apesar de sua rápida retirada, quase um terço dos ulanos foi morto ou ferido.
Um grupo de correspondentes de guerra alemães e italianos, que visitaram o campo de batalha, notaram os homens e cavalos de cavalaria mortos entre os veículos blindados. O repórter italiano Indro Montanelli prontamente publicou um artigo no Corriere della Sera, sobre os bravos e heroicos homens da cavalaria polonesa, que atacaram os tanques alemães com sabres e lanças.
Historiador Steven Zaloga em Poland 1939: The Birth of Blitzkrieg (2004):
"Se uma única imagem domina a percepção popular da campanha polonesa de 1939, é a cena da cavalaria polonesa bravamente atacando os Panzers com suas lanças. Como muitos outros detalhes da campanha, é um mito criado pela propaganda alemã do tempo de guerra e perpetuado por estudos desleixados. No entanto, esses mitos também foram adotados pelos próprios poloneses como símbolos de sua galanteria durante a guerra, alcançando uma ressonância cultural apesar de sua variação com o registro histórico.".
Em 1939, apenas 10% do Exército Polonês era composto por unidades de cavalaria.

### Força Aérea Polaca
A Força Aérea Polaca não foi destruída em solo nos primeiros dias da guerra. Embora numericamente inferior, havia sido transferida das principais bases aéreas para pequenos campos de aviação camuflados pouco antes da guerra. Apenas alguns aviões de treinamento e auxiliares foram destruídos no solo. A Força Aérea Polaca, apesar de estar em desvantagem numérica significativa e com seus caças superados por caças alemães mais avançados, permaneceu ativa até a segunda semana de campanha, infligindo danos significativos à Luftwaffe. A Luftwaffe perdeu 285 aviões para todas as causas operacionais, com mais 279 danificadas, e os poloneses perderam 333 aviões.

### Resistência polonesa à invasão
Outra questão é se a Polônia infligiu quaisquer perdas significativas às forças alemãs e se ela se rendeu muito rapidamente. Embora as estimativas exatas variem, a Polônia custou aos alemães cerca de 45 000 baixas e 11 000 veículos militares danificados ou destruídos, incluindo 993 tanques e carros blindados, 565 a 697 aviões e 370 peças de artilharia. Quanto à duração, a Campanha de Setembro durou cerca de uma semana e meia menos que a Batalha da França em 1940, embora as forças anglo-francesas estivessem muito mais próximas da paridade com os alemães em força numérica e equipamento e fossem apoiadas pela Linha Maginot. Além disso, o Exército Polonês estava preparando a cabeça de ponte romena, que teria prolongado a defesa polonesa, mas o plano foi invalidado pela invasão soviética da Polônia em 17 de setembro de 1939. A Polônia também nunca se rendeu oficialmente aos alemães. Sob a ocupação alemã, houve resistência contínua de forças como Armia Krajowa, guerrilheiros de Henryk Dobrzański e Leśni ("partisans da floresta").

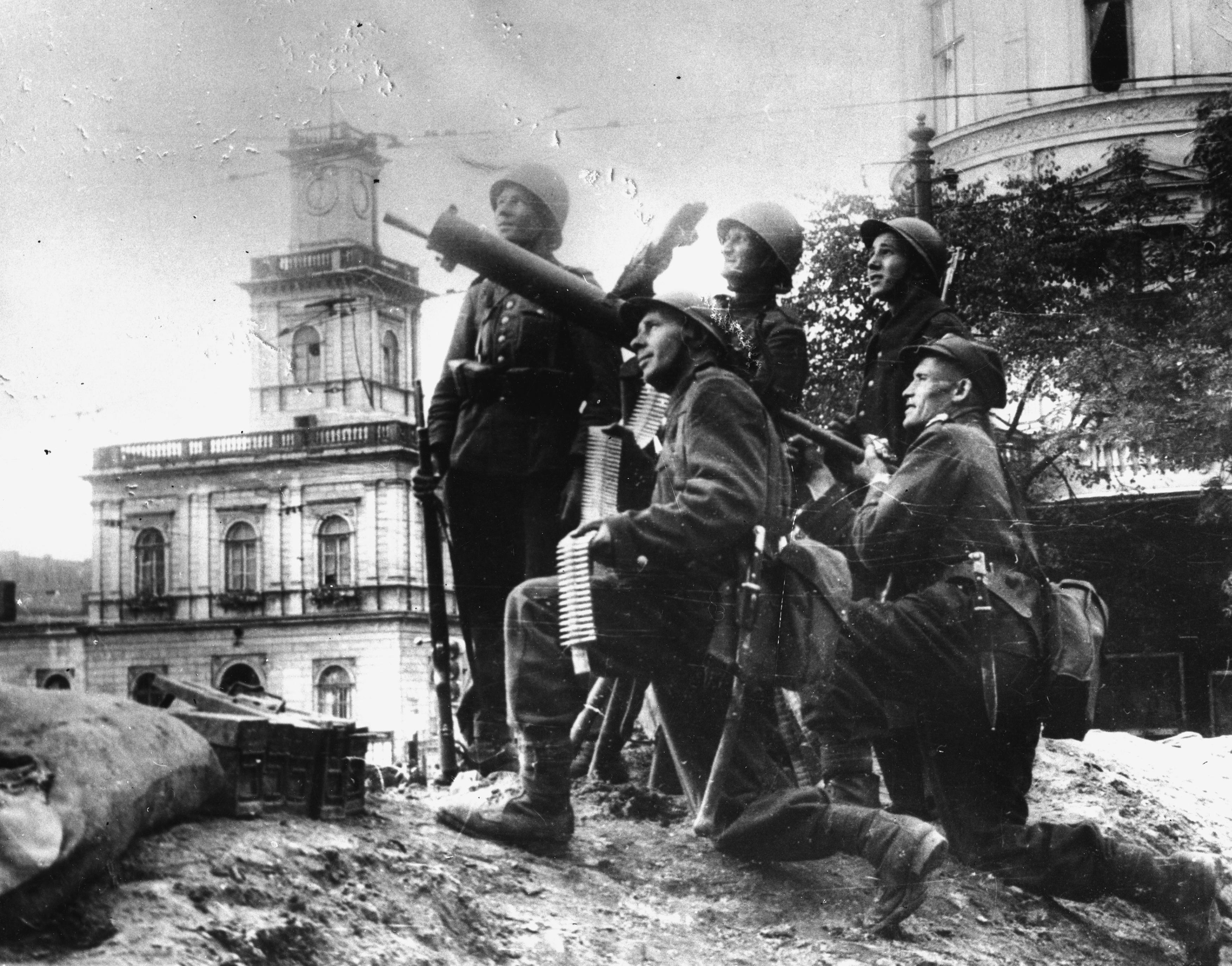
Soldados poloneses com artilharia antiaérea perto da Estação Central de Varsóvia nos primeiros dias de setembro de 1939

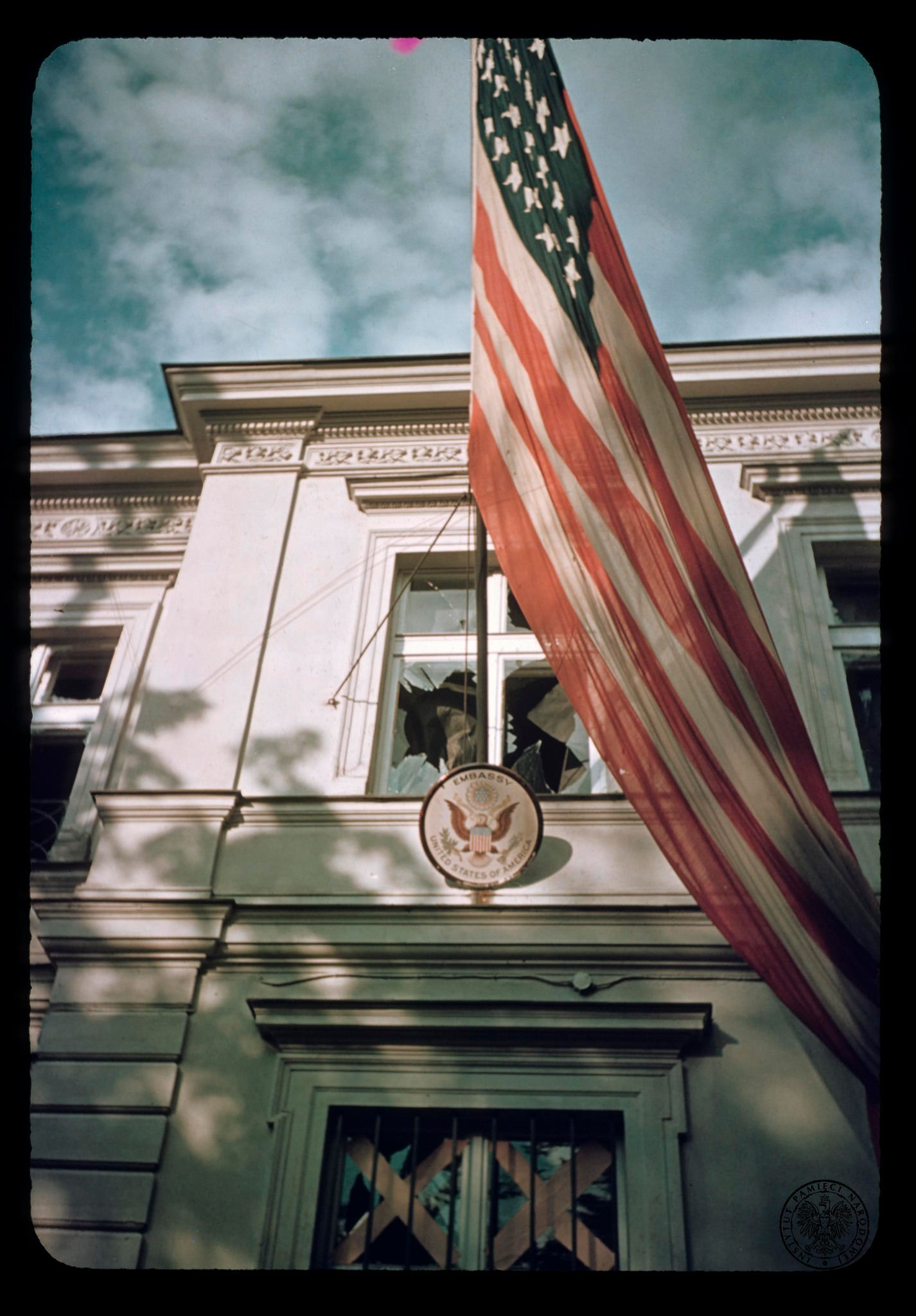
Embaixada americana em Varsóvia durante o ataque aéreo alemão em setembro de 1939. Janela visivelmente estilhaçada

### Primeiro uso da estratégiaBlitzkrieg
Frequentemente, presume-se que Blitzkrieg é a estratégia que a Alemanha Nazista usou pela primeira vez na Polônia. Muitas histórias do pós-guerra, como a de Barrie Pitt em The Second World War (1966), atribuem a vitória alemã ao "enorme desenvolvimento da técnica militar que ocorreu entre 1918 e 1940" e citam que "A Alemanha, que traduziu as teorias (britânicas do entreguerras) em ação ... chamou o resultado de Blitzkrieg". Essa ideia foi repudiada por alguns autores. Matthew Cooper escreve:
"Ao longo da Campanha da Polônia, o emprego das unidades mecanizadas revelou a ideia de que se destinavam unicamente a facilitar o avanço e a apoiar as atividades da infantaria..... Assim, qualquer exploração estratégica da ideia blindada nasceu morta. A paralisia do comando e o colapso do moral não foram considerados o objetivo final... Forças terrestres e aéreas alemãs, foram apenas subprodutos incidentais das manobras tradicionais de cerco rápido e das atividades de apoio da artilharia voadora da Luftwaffe, ambas as quais tinham como objetivo a destruição física das tropas do inimigo. Esse foi o Vernichtungsgedanke da campanha polonesa." – Cooper
Vernichtungsgedanke era uma estratégia que remonta a Frederico, o Grande, e foi aplicada na campanha polonesa, pouco mudou em relação às campanhas francesas em 1870 ou 1914. O uso de tanques
...deixou muito a desejar... O medo da ação inimiga contra os flancos do avanço, medo que se provaria tão desastroso para as perspectivas alemãs no oeste em 1940 e na União Soviética em 1941, estava presente desde o início da guerra. – Cooper
John Ellis, escrevendo em Brute Force, afirmou que
...há uma justiça considerável na afirmação de Matthew Cooper de que as divisões panzer não receberam o tipo de missão estratégica que caracterizava uma autêntica blitzkrieg blindada e quase sempre estavam intimamente subordinadas às várias massas exércitos de infantaria. – Ellis (ênfase no original)
Zaloga e Madej, em The Polish Campaign 1939, também abordam o tema das interpretações míticas da Blitzkrieg e a importância de outras armas na campanha. Relatos ocidentais da Campanha de Setembro enfatizaram o valor de choque dos ataques panzers e Stuka, eles têm
...tendeu a subestimar o efeito punitivo da artilharia alemã sobre as unidades polonesas. Móvel e disponível em quantidade significativa, a artilharia destruiu tantas unidades quanto qualquer outro ramo da Wehrmacht. – Zaloga and Madej